# 越南铁路运输
越南鐵路運輸系统主要是由越南铁路总公司（越南语：／?）經營。截至2013年，越南鐵路营业里程为3,147公里，其中铁路干线2,670公里、铁路支线477公里。越南铁路拥有1000毫米米轨、1435毫米标准轨、混合轨三种轨距，其中米轨铁路总长为2,632公里，标准轨铁路总长为222公里，混合轨铁路总长292公里。越南铁路的主要干线为河內和胡志明市之間全长1,726公里的南北鐵路，其他铁路干线还有北部地区的河内－老街铁路、河内－同登铁路、河内－海防铁路、河内－太原铁路等。
越南铁路始建于1880年代的法属印度支那时期，作为越南第一条铁路的西贡－堤岸电车于1881年建成通车，后来法国人又在1885年建成了西贡－美湫铁路。20世纪初，越南的铁路建得到法属印度支那总督保罗·杜美的大力支持，滇越铁路和南北铁路先后在这段时期动工兴建，其中南北铁路的建设历时了三十多年，至1936年才全线建成通车。此后在第二次世界大战、第一次印度支那战争、越南战争期间，越南铁路系统被战火严重破坏。自从1980年代末期实行“革新开放”开始，越南的国民经济迅速恢复并得到快速发展，但交通运输基础设施仍然处于相对落后的水平，长期困扰越南铁路的主要问题包括铁路设备与技术落后、资金投入严重不足、管理体制效率低下等。自2000年代以来，越南政府推动铁路运输系统的管理体制改革，并利用国际社会提供的政府开发援助资金（ODA），加快对越南铁路系统进行现代化改造。此外，越南正在计划兴建从中部和南方分别连接老挝和柬埔寨的铁路，以响应东盟提出的泛亞鐵路建设计划。

## 历史

### 殖民地时期

#### 19世纪末：铁路在越南的开端

1881年，西貢－堤岸电车建成通车

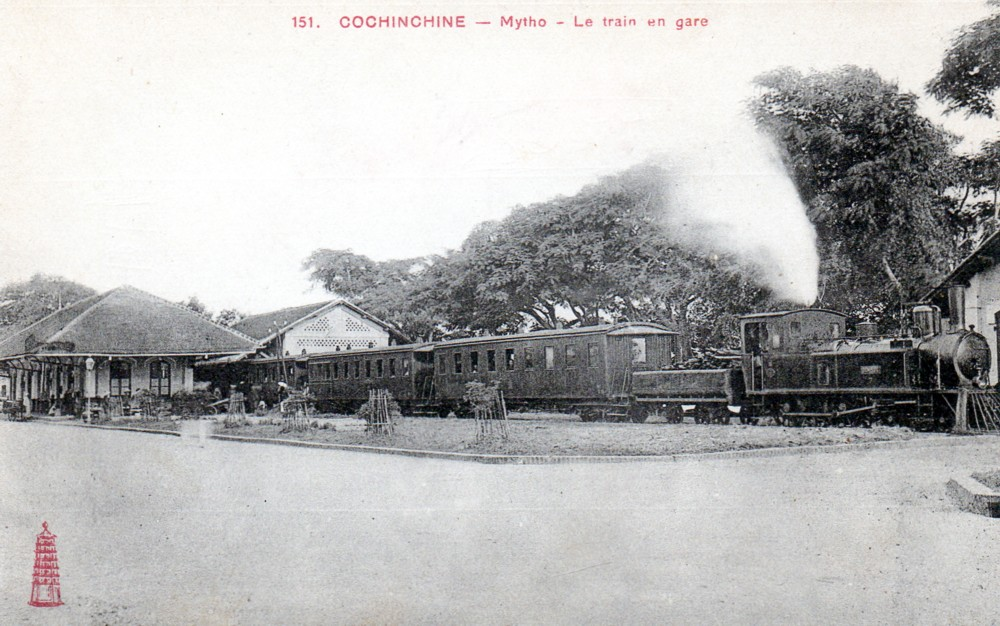
1905年，一列在美湫车站内的旅客列车

越南的铁路最初是由法国殖民者在1880年代带到当地。自从法国于1858年和清政府签订了不平等的《天津条约》后，法国通过武装侵略逐步把越南强占为自己的殖民地。1850年代至1880年代，法军在侵占了南圻地区的沱㶞、边和、嘉定、定祥等地之后，又将侵略延伸至北圻地区的河内、海阳、南定等地，并迫使越南阮朝签订了割地赔款的《西贡条约》，法国所得领土成为法属印度支那的一部分。
1873年9月，法国商人茹瓦耶向法属印度支那殖民政府申请兴建一条连接西贡和堤岸的电车，但由于资金问题而未被殖民地政府当局批准。1875年10月，另一名商人阿尔弗雷德·霍格获得了这条铁路的特许经营权，但他却没有落实兴建铁路，这个项目亦很快被人遗忘。至1879年12月，殖民地政府将特许经营权转授予奥利亚斯特罗（Ogliastro）和西奥多·布卢斯坦（Théodore Blustein）。1880年1月19日，他们正式公布了西貢－堤岸电车的兴建计划详情，这条铁路采用1000毫米的米轨轨距，走线始于西贡码头并沿西貢河而上，终到作为华侨聚集地的堤岸码头。同月，交趾支那蒸汽电车总公司（Société générale des tramways à vapeur de Cochinchine，SGTVC）在巴黎注册成立。在1880年10月25日和26日举行的殖民地议会上，正式批准这家公司成为西貢－堤岸电车的经营者。1881年12月27日，法属印度支那和越南历史上首条铁路建成通车，根据当时交趾支那副总督的记载，西貢－堤岸电车开业首天的载客量就达到了2000人 。
与此同时，西贡－美湫铁路亦在1881年正式动工兴建，这条铁路的兴建计划于1870年代初就被提出。1874年，交趾支那公共工程部门的首席工程师艾罗·维格尼斯（Eyraud Vergnes）建议修建一条从西贡经西宁通往金边的铁路，以便运输商品原料和巩固殖民统治。经过对这个项目的反复研究和长期争论，在1880年完成的项目建议书当中，决定放弃了通往金边的北线，改为建议兴建通往芹苴与永隆的南线和西线，不久之后又简化为西贡通往美湫的铁路。1880年10月，西贡－美湫铁路的兴建计划提交到殖民地议会进行讨论，经过一轮辩论后最终以九票赞成、五票反对获得通过，九位议员也赞成以后将铁路延展至永隆的建议。1881年4月24日，法国殖民地铁路公司（Compagnie des chemins de fer garantis des colonies françaises，CCFGCF）得到总统签署命令，获得了西贡－美湫铁路的经营权。经过历时四年的施工，西贡－美湫铁路于1885年7月20日建成通车，这条铁路的出现使来往两地的单程旅行时间由12小时大幅减少至3小时，并成为了西贡与湄公河三角洲航道之间的重要运输通道 。然而，由于这条铁路的建筑质量很差再加上完全缺乏维护，对此感到十分不满的殖民地政府在1888年决定收回经营权并进行重新竞投。拍卖会于1889年7月15日在巴黎和西贡举行，最终由交趾支那蒸汽电车总公司夺得了为期十年的西贡－美湫铁路经营权。
当时，交趾支那蒸汽电车总公司一度是越南铁路运输业的垄断者，但这个情况并没有维持太长时间。1891年，法属印度支那电车公司（Compagnie française des tramways de l'Indochine，CFTI）成为了新冒起的竞争者，这家公司修建了另一条从西贡至堤岸的电车，其走线和轨距与交趾支那公司的线路不同，这条铁路是沿滨义溪北岸的一侧而行，并采用600毫米的窄轨轨距。1895年，法属印度支那电车公司计划将铁路延伸至西贡以北的旧邑，但很快就发现当初选择600毫米轨距是一项重大失误。为了使其铁路网过渡至标准的1000毫米轨距，它不得不花费巨额资金来更换全部机车车辆，导致公司被迫在1896年宣布破产。然而，殖民地议会批准了一项大手笔的再融资使其免于结业，这笔及时的资金不仅使其完成了轨距改造工程，还足够新建旧邑至福门的一段铁路。而北圻地区的第一条铁路是在1895年建成的富谅铁路，这条铁路连接了諒山和富凉沧（今北江市），最初采用600毫米轨距。

#### 20世纪初：快速发展时期

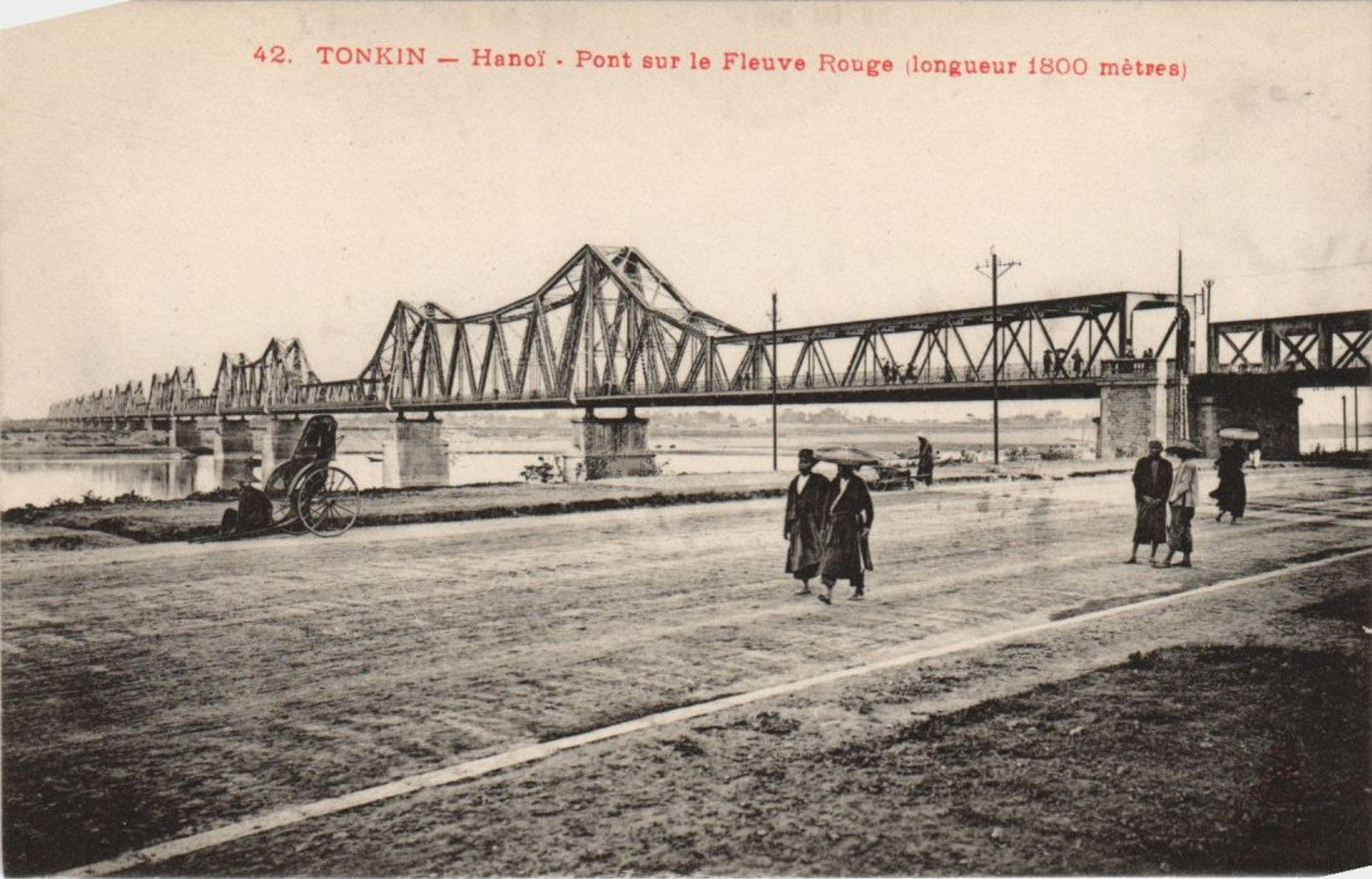
建成于1902年的河内龍編橋

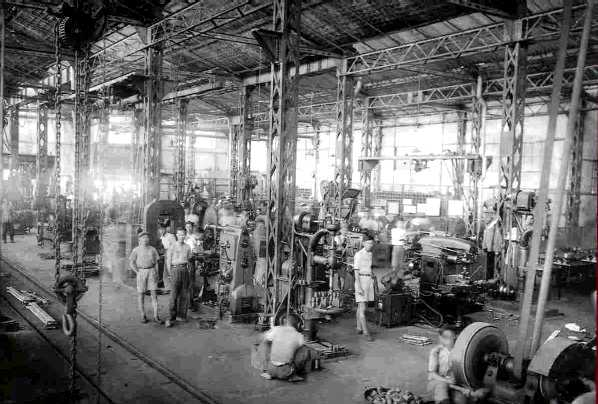
于1905年建成投产的嘉林铁路工厂

1891年就任法属印度支那军政总督的拉内桑，认识到铁路在连接中南半岛不同部分的重要性，并确定了几条应当优先动工建设的关键路线，包括连接河内和西贡的南北铁路，以及连接河内和老街的河老铁路。在保罗·杜美于1897年至1902年担任法屬印度支那總督期间，越南铁路的建设进度被大大加快。1897年，杜美向法国政府提交了印度支那铁路发展的总体方案，其中包括连接中国雲南府和越南海防市的滇越铁路，以及；法国政府很快就批准了滇越铁路和南北铁路的建设计划，并于年内向殖民地政府提供2亿法郎的贷款。同年，富谅铁路开始进行1000毫米轨距改造工程，并将南端和北端终点分别延伸至河内和同登，从此形成了河同铁路；其中嘉林至同登段于1900年7月首先建成通车，而其余路段则在1902年随着龍編橋建成而通车。
1898年，巴黎多家大型银行及法属印度支那的东方汇理银行，联同巴蒂尼奥勒兴业公司（SCB）和铁道和公共工程管理局（RGCF）两家铁路工程公司，共同发起成立法属印度支那和云南铁路公司（Compagnie française des chemins de fer de l'Indochine et du Yunnan，CIY），负责兴建滇越铁路及其融资事宜。滇越铁路（越段）首先开工建设的路段是河内－海防铁路，这段铁路于1900年动工并于1902年落成。连接河内和边境城镇老街的河老铁路是滇越铁路的一部分，这条铁路在1903年动工、1906年建成，直到老街至昆明的滇越铁路（滇段）于1910年竣工后，总耗资1.65亿法郎的滇越铁路正式全线通车。全长854公里的滇越铁路是一项非常艰巨的工程，在铁路修筑过程中至少有12,000名工人死于疟疾或意外事故（法国官方数字）。
纵贯越南的南北铁路于1899年分段动工兴建，由印度支那铁路公司（Compagnie des chemins de fer de l'Indochine，CFI）负责兴建，这家公司是完全由殖民地政府和法国政府投资和营运的国营企业。1899年至1905年间首先建成河内至荣市段，1905年至1913年间建成了西贡至芽莊段，接着又在1913年至1927年间建成了荣市至顺化段，而距离最长的顺化至芽庄段则在1930年至1936年间建成。1936年10月2日，建设历时三十多年、全长1,726公里的南北铁路全线建成通车。南北铁路开通初期，从河内到西贡的单程旅行时间约为60小时，至1930年代末缩短到约40小时，列车平均运行速度约为43公里/小时。

### 战乱时期

#### 第二次世界大战

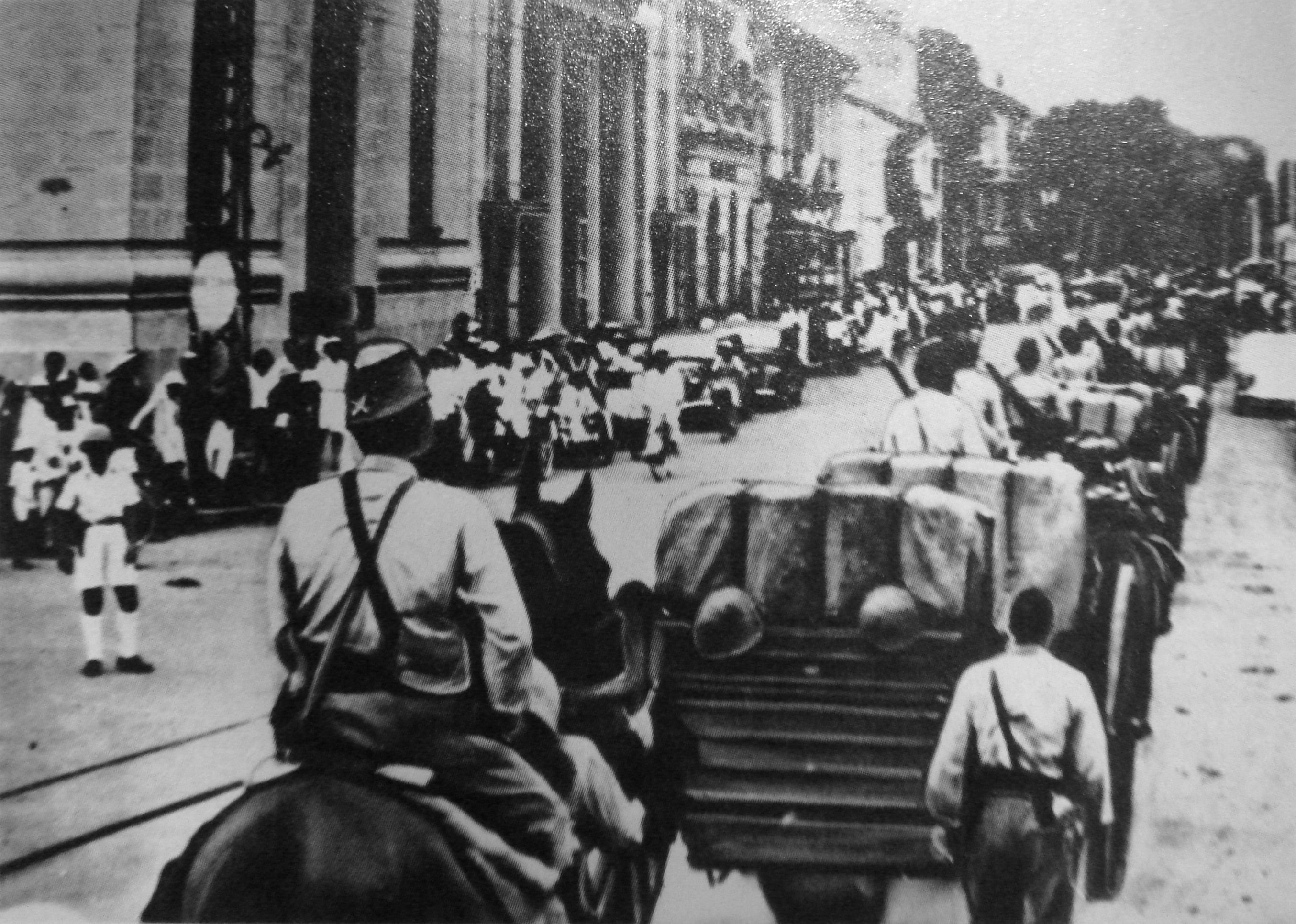
日本的印度支那派遣軍于1941年进占西贡

1937年中国抗日战争全面爆发后，由于中国东南沿海港口均被日军占据，过去不受国民政府重视的滇越铁路，此时成为西南大后方唯一连通海外的铁路运输线，大量由同盟国援助的军事和医疗物资先通过海路运抵越南海防，再经由滇越铁路运送到云南。1938年，国民政府根据《中法会订滇越铁路章程》中“万一中国遇有战事，该铁路悉听中国调度”的规定，任命原北宁铁路管理局局长沈昌为少将司令，负责滇越铁路的军运工作。
为切断中国获取外援的通道，日军于1940年初攻占广西南部的龙州，并从龙州出动空军轰炸滇越铁路。1940年6月起，越南成为纳粹德国傀儡政权維希法國的殖民地，日军亦在1940年9月入侵法属印度支那，完全切断了滇越铁路这条运输线，国民政府因而炸毁了中越边境的河口铁路大桥，以阻止日军经越南入侵云南。日军占领越南期间，铁路是日军运输物资和调动军队的重要工具，这亦导致越南铁路不断受到盟军空袭和越盟游击队的破坏。

#### 第一次印度支那战争

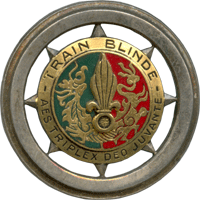
法军“阵风号”装甲列车的徽章

二战结束后不久，胡志明领导的越盟在河内宣布成立越南民主共和国。同时，法国亦企图恢复对越南的殖民统治，接着控制了北纬16度线以南的地区，因而在这个背景下于1946年11月爆发了第一次印度支那战争。在这场战争期间，尤其北越地区的铁路又再次遭受严重的破坏，而法国统治之下的南越地区的局势则相对稳定，至1947年底西贡至宁和、禄宁、美湫的铁路基本已恢复通车，芽庄至岘港的铁路因安全情况不理想而没有通车。在战争初期越盟企图破坏铁路运输的行动大多失败，因此大部分线路和列车都没有受到火力保护。然而从1947年起，越盟游击队开始使用地雷来破坏铁路 ，为此法军亦开始使用“阵风号”（La Rafale）武装装甲列车作为还击，这列在法国外籍兵团第2外籍步兵团服役的装甲列车，于1951年2月起在南北铁路西贡至芽庄段投入运用。尽管如此，装甲列车仍然对游击队在夜色掩护下破坏铁路的行动束手无策。1954年7月，越、法两国签订了关于印度支那问题的日内瓦协议，正式结束了第一次印度支那战争以及法国在当地的殖民统治，越南根据日内瓦协议规定的北纬17度线划分成北越和南越，越南铁路系统亦以廣治省境内的边海河为界分治。

#### 南北分裂及对立时期

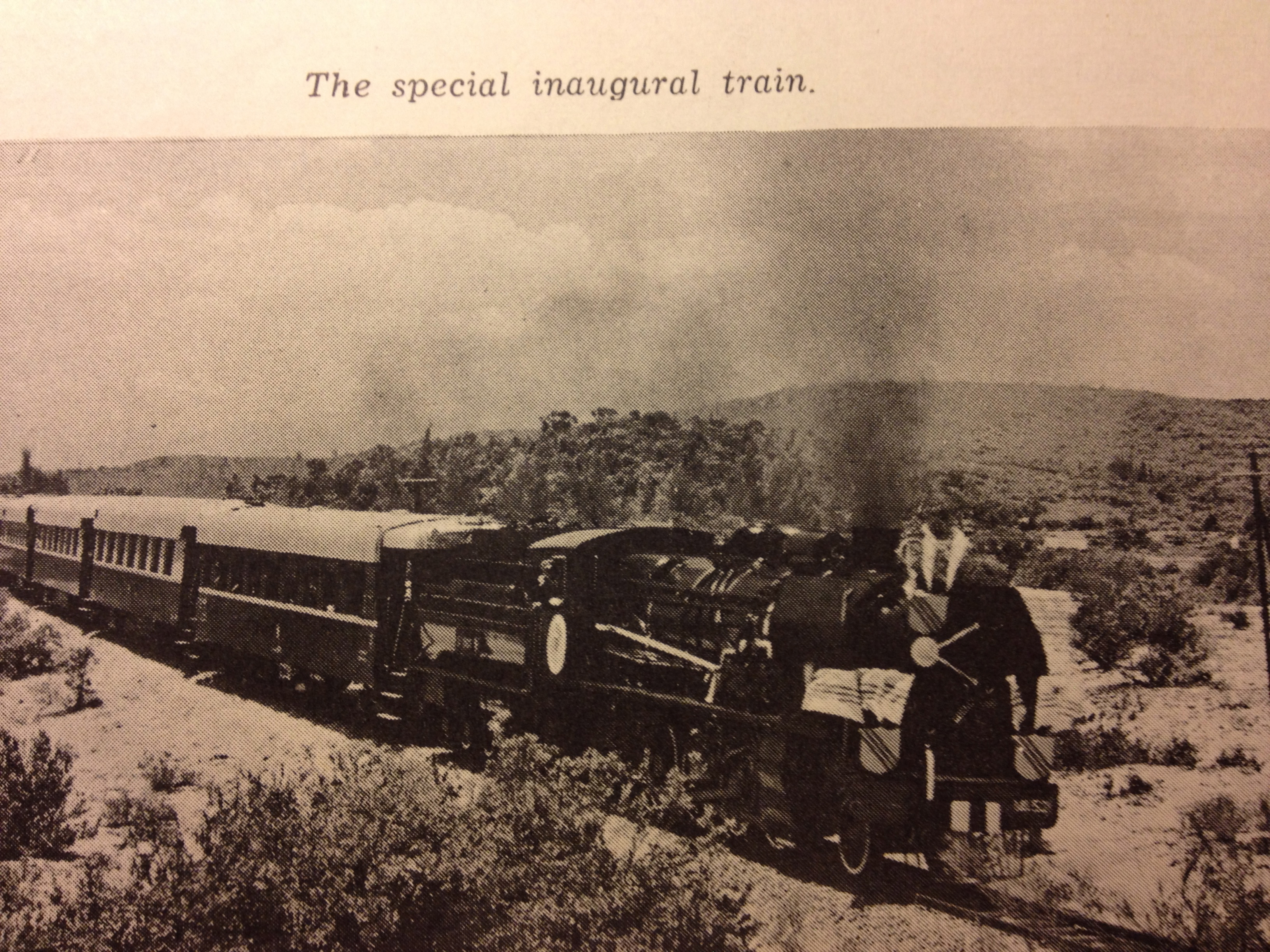
属于南越控制范围的南北铁路西贡至东河段恢复通车

1954年至1964年间的国民经济恢复时期，铁路建设是北越社会主义建设的重要一环。1955年6月4日，根据北越总理胡志明的指示，成立了隶属于交通邮电部的铁路总局（Tổng cục Đường sắt，TCĐS），首任局长为原交通工政部副部长阮文陈。在这段时期，北越的铁路系统逐步恢复正常营运，包括河内－老街、河内－海防、河内－谅山铁路等，而河内－同登铁路则是中国援助修整，并接通至中越边境睦南关（友谊关），中越两国铁路正式接轨。1957年12月，滇越铁路亦恢复通车。此外，通往新兴钢铁工业基地的河内 - 太原铁路亦在1962年建成通车。在这十年期间，铁路承担了北越总运输量的20%、货物周转量的50%。
而南越方面，南越政府于1954年成立了南越铁道部（Sở Hỏa Xa Việt Nam，HXVN）作为其铁路管理机构，负责铁路系统的重建和改造工作，例如铁路基础设施现代化、线路养护机械化，牵引动力内燃化等。至1959年8月，西贡至顺化的这段主要干线和其他几条支线铁路已经完成修复。在1960年代初，南越铁路在美国和澳大利亚等盟友的协助下，定期客运和货运列车基本上已经正常营运，每年运送约50万吨货物和400万旅客。由于铁路在长距离运输上的优势，南越军队和美国军队广泛利用铁路来运输物资，协助美军援越司令部完成各种建筑任务。与此同时，由越共策划对南越铁路系统的袭击和破坏亦越趋频繁，在1961年至1964年间共发生了795起针对铁路的袭击事件，仅在1962年上半年的六个月内就有16列列车被炸毁或脱轨、13列列车被机枪扫射、逾30处地点的路轨被破坏。这些袭击不仅降低了铁路的运输能力，并最终迫使南越放弃了很多地方的铁路。 1961年9月起，西贡至禄宁的铁路因安全原因而停运；1962年4月起，南越铁路终止运行所有夜间列车。1964年11月，台风琼（Joan）和艾瑞斯（Iris）对越南造成广泛破坏，亦令已经脆弱不堪的南越铁路更为雪上加霜。至1965年中，南北铁路和与之平行的国道1号已经多处被切断。

#### 越南战争

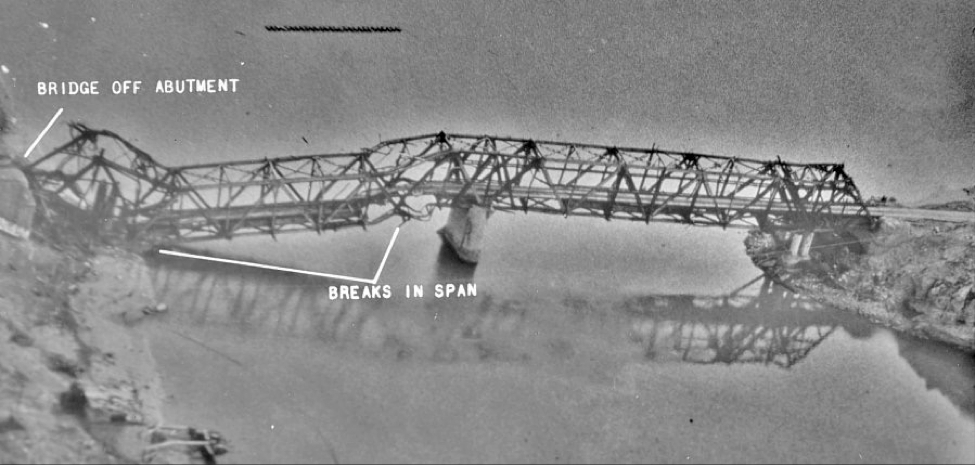
1972年，被激光制导炸弹炸毁后含龙桥

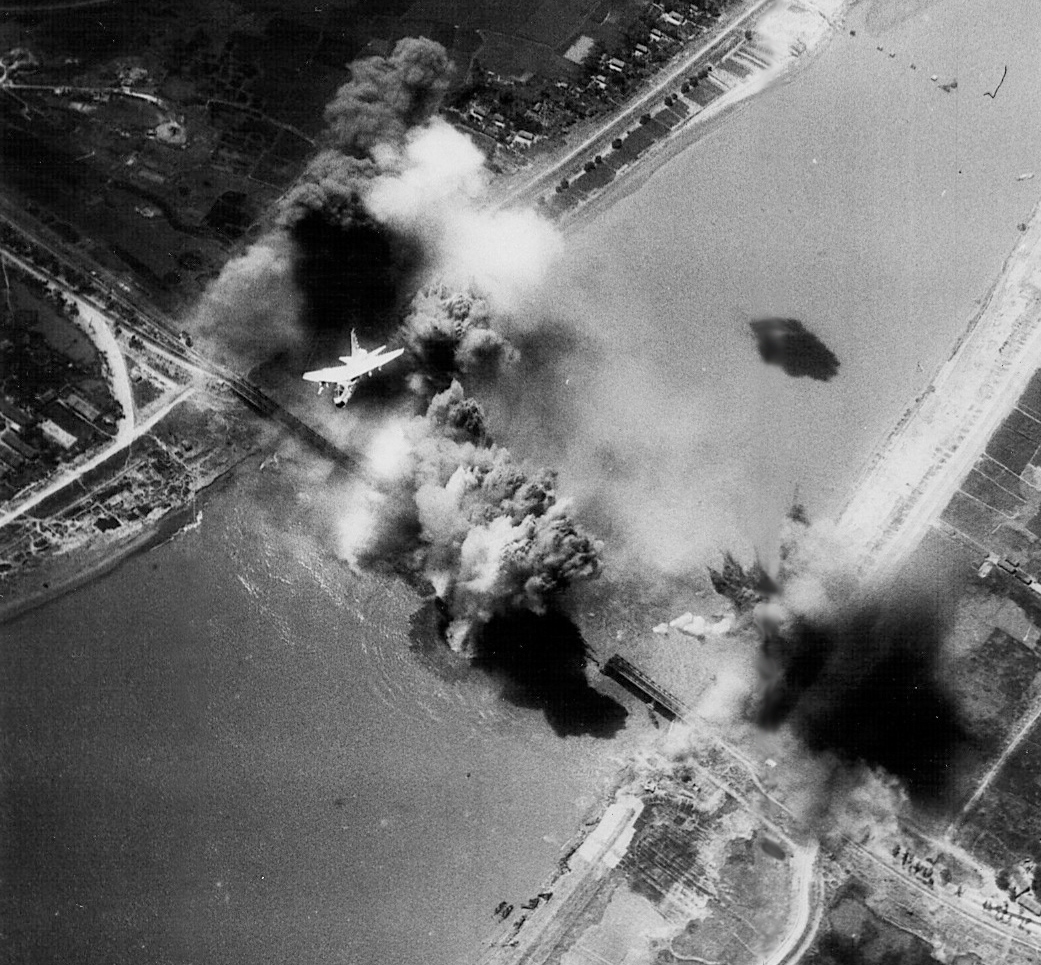
1972年，在“后卫行动”中被美军A-7E攻击机炸毁的南北铁路海阳大桥

东京湾事件后越南战争逐步升级，在整场越战中北越的交通运输系统都是重要的攻击目标。1965年3月2日，美国空军率先开展了名为“滚雷行动”大规模轰炸，直到美国自1968年11月1日起停止对北越的轰炸活动。从1965年6月至1968年10月，美军在北越铁路沿线共投放了逾288,000枚炸弹。1972年5月9日至10月23日，美国又开展名为“后卫行动”的大规模空袭，派出B-52战略轰炸机对河内、海防及重要军事相关设施进行全面轰炸，以回应北越对南越展开的復活節攻勢；同年12月18日至29日又进行了名为“第二后卫行动”的轰炸。美军的主要轰炸目标集中在南北铁路、河老铁路及河同铁路沿线的桥梁和车站，例如南北铁路和国道1号共用的含龙桥，以及河同铁路的泷化桥和龙编桥。从1965年到1972年间含龙桥遭受多次轰炸，虽然美军的每次突击虽然都使这座桥梁暂时不能通车，但是经过越南人夜以继日的抢修后又能再次使用，这座桥梁最终在1972年5月1日被“宝石路”激光制导炸弹摧毁。
1965年，中国应北越政府的请求，派出人员帮助越南抢修抢建铁路。 1965年4月27日，中越两国政府签订了《关于修建铁路和提供运输设备器材的议定书》。根据中国人民解放军总参谋部的指示，中國铁道兵奉命以第二师（今中铁十二局集团有限公司）为主，组建了中国人民志愿援越工程队第一支队，进入越南执行铁路工程保障任务。根据中越双方的协议，中国帮助越南在河内以北地区修建的铁路项目有100个，其中主要项目包括将河内至友谊关的米轨铁路改建为米轨、准轨两用的混合轨铁路，同时还增建、扩建数十个站、段和隧道等保障设施，改善和加强原有线路、桥梁涵洞及配套设施，混合轨改造于1965年12月至1969年3月分三个阶段完工。此外，中国并为越南新建克夫至太原的准轨铁路（克太铁路），还将既有的河内至太原铁路改造为混合轨铁路，形成连接河同铁路（北线）、河太铁路（中线）两线的大迂回线。自此，从中国广西凭祥起运的援越物资，不用换装即可直达河内。
而在局势较稳定的南越地区，大多数地区的铁路在越战期间仍保持正常营运。1966年，美国政府通过美国国际开发署承诺进一步对南越铁路系统提供支援。这一行动被批准后由美军负责执行，为南越铁路购置了200辆车厢和10台调车柴油机车，以补充南越铁路机车车辆和提高军事货物的运输能力；而线路改造工作亦于1966年12月开始在安全地区进行，这次工程修复了约340公里的铁路，期间美国政府提供了约值1100万美元的物资援助，而南越政府亦耗资了2.11亿越南盾。即使在战争进行中的1970年代初，南越铁路的运输量亦逐年增长。截至1971年初，南越铁路系统拥有总长达1240公里的铁路，其中大约有60％（710公里）处于正常运营状态。南越铁路亦大大方便了军队的物资运输，例如在绥和机场和符吉機場的建设过程中，使用的大量建筑材料均由铁路运输；从归仁市和金兰湾港口卸载的军事货物亦是通过铁路运输到符吉、绥和、宁和、芽庄和潘郎等地的军事基地。
- 1969年的南越铁路系统地图
- 1973年的北越铁路系统地图
- 一张由美国空军拍摄的河内航拍照片，显示了遭受空袭之后的铁路和公路桥梁（1967年）
- 正在进行修复的河内小河大桥（1972年）
- 美军在南越进行铁路修复工作（1974年）

### 战后时期

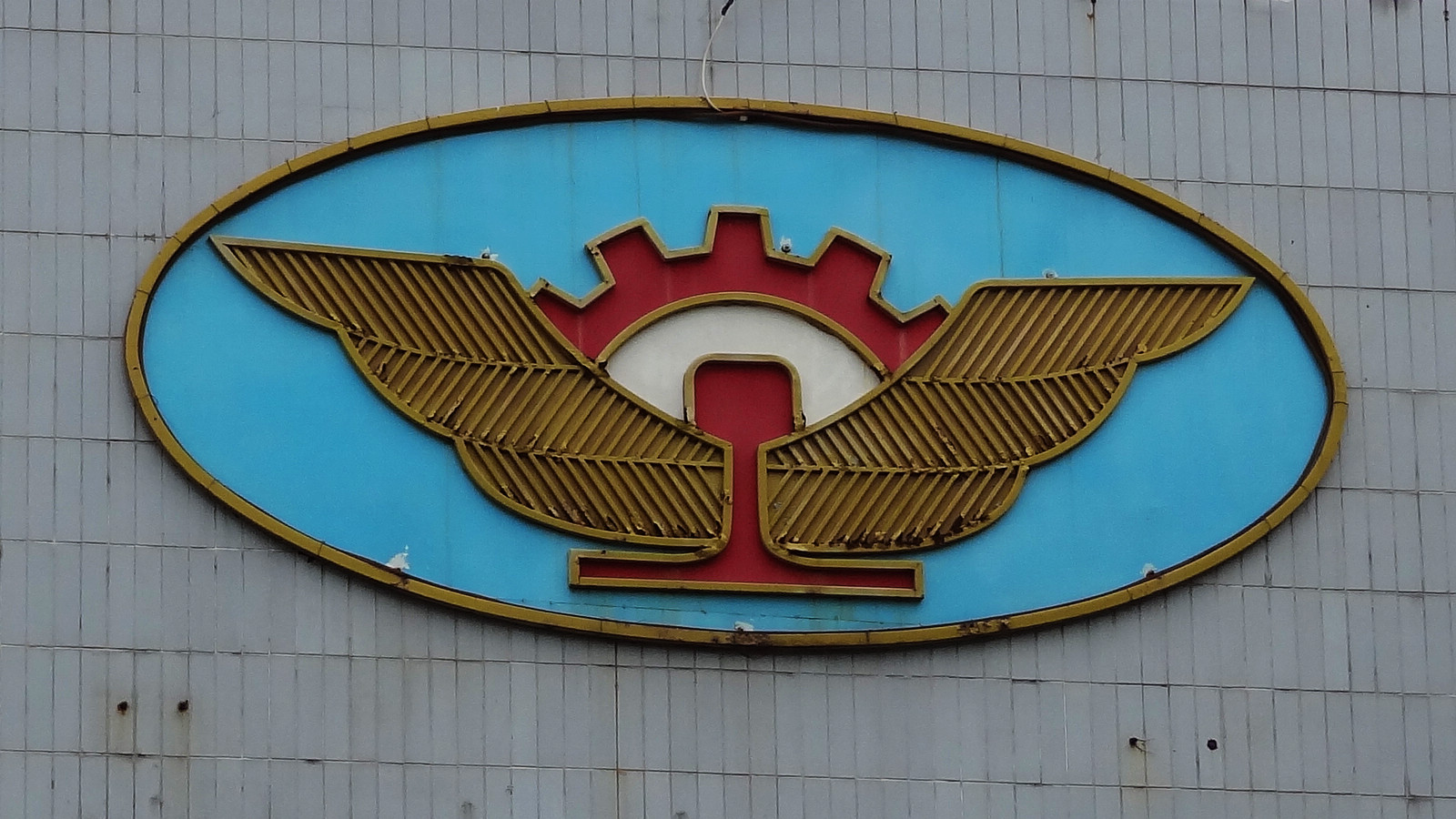
越南铁路路徽

1975年4月30日，北越军队占领南越首都西贡，标志着越南战争的结束。南北越統一之后，北越接管了前南越铁路的控制权，并开始修复饱受战争蹂躏的铁路网。1976年12月31日，作为贯穿越南南北的交通大动脉，南北铁路完成修复及恢复全线通车，同时为纪念国家统一而改名为统一铁路；从战争结束到南北铁路恢复通车的八个月时间内，共修复了1334座桥梁、27条隧道、158个车站、1370副道岔。除此之外，部分重要性较低的支线铁路在此期间被拆除，例如大叻－塔占铁路，用来为南北铁路的修复工程提供资源。
越南统一后，全国铁路仍然由隶属于交通运输部的铁路总局负责管理。1986年，越南共产党实行经济体制方面的革新开放，铁路运输业也获得了发展的生机。1989年4月1日，根据越南交通运输部的命令，宣布对越南铁路运输的管理体制进行改革，铁路总局改组并更名为越南铁路联合体（Liên hiệp Đường sắt Việt Nam，LHĐSVN），成为一家以自由市场发展模式为活动原则的国家企业；1990年5月14日，越南部长会议主席杜梅签署158/QĐ-TTg号命令，批准了铁路管理体制的改革方案。

### 体制改革

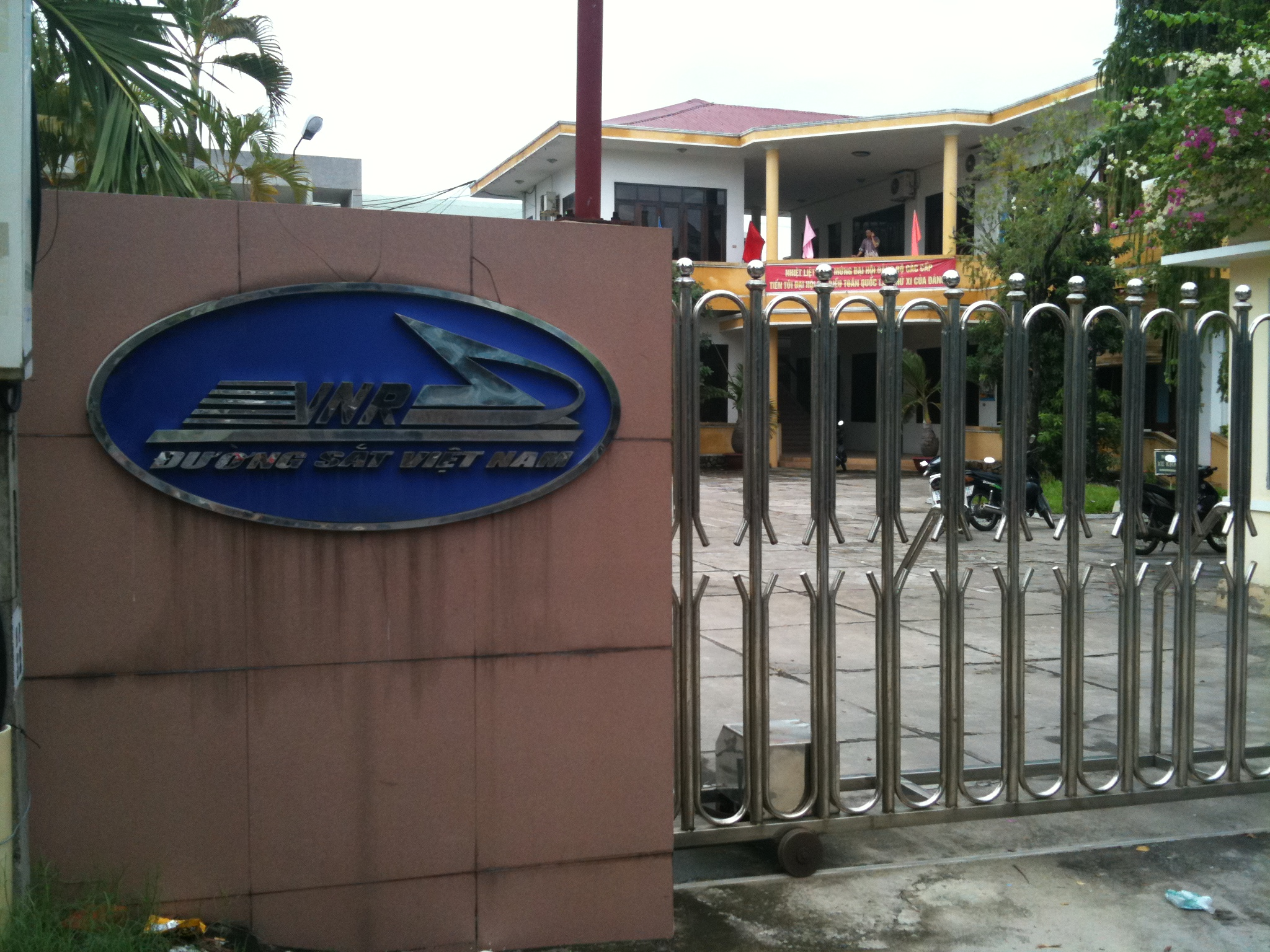
越南铁路总公司岘港分部

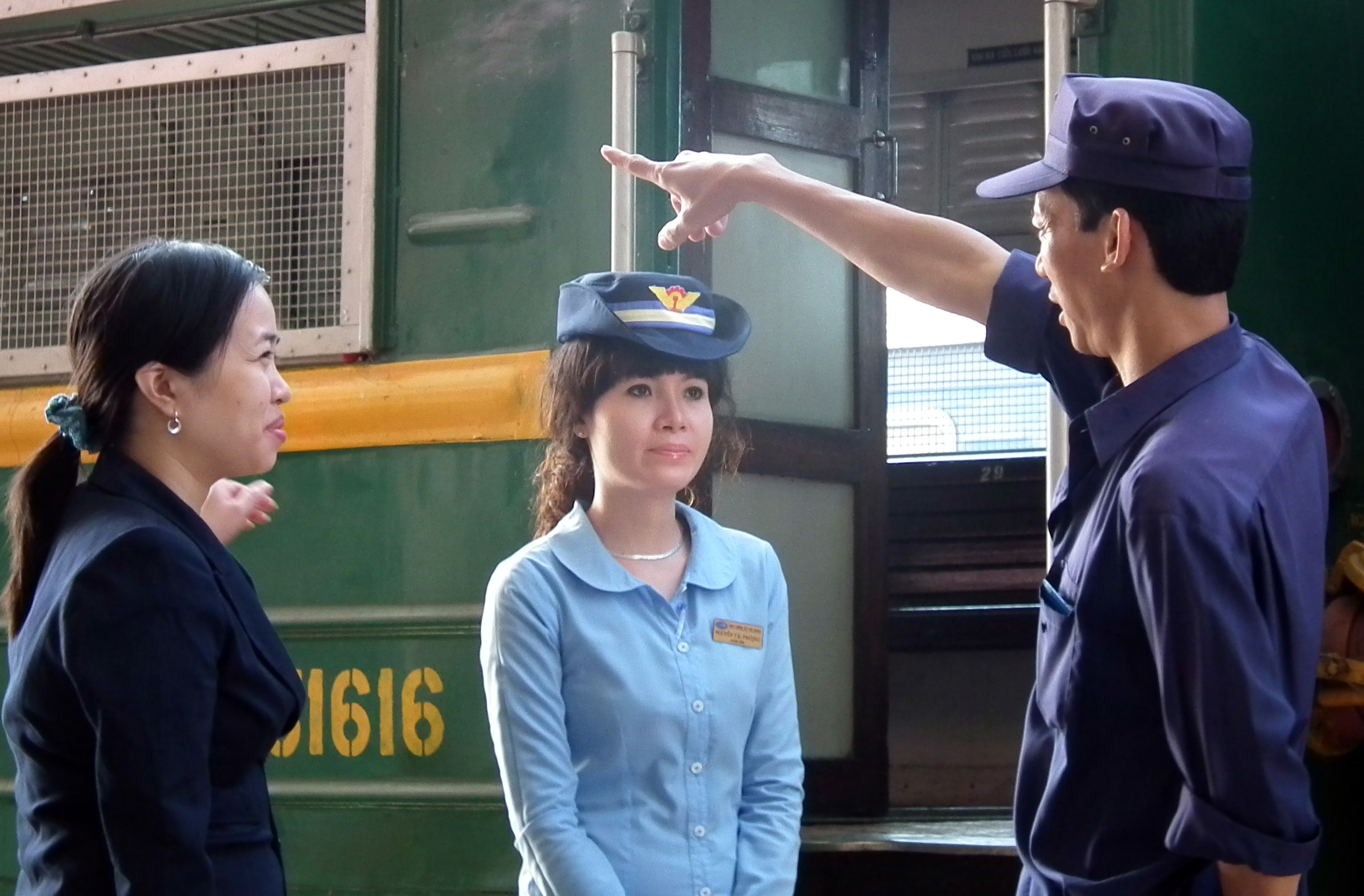
越南铁路职工

2003年3月4日，越南副总理阮晋勇签署了34/2003/QĐ-TTg号命令，批准在原越南铁路联合体的基础上，发起成立越南铁路总公司（Tổng công ty Đường sắt Việt Nam，TCTĐSVN），并对其下属的多家铁路业务公司进行股份制改造。这次改革的目的是对铁路系统逐步实行“网运分离”及“政企分离”，将交通运输部原本全部承担的国家调控、监管职能与企业经营管理职能分开，改革后铁路营运职能由越南铁路总公司承担，而国家管理职能则由隶属于交通运输部的越南铁路局（Cục Đường sắt Việt Nam，CĐSVN）承担。越南铁路总公司下设有河内铁路客运公司、西贡铁路客运公司、越南铁路货运公司和越南铁路调度公司，以及一系列的铁路管理公司、铁路信号公司、建筑工程公司、机车车辆制造工厂等配套企业。然而，由于铁路公司内部仍然实行官僚化的运作模式，管理效率低下并削弱了其市场竞争力，使得越南铁路长期处于亏损状态。在2013年，越南铁路总公司全年的利润仅区区1700亿越南盾（约5044万元人民币），而越南政府每年投入到铁路系统的维护费用就高达2兆越南盾（约5.9亿元人民币），这还没有算上政府对铁路基建项目的投入。
2005年5月19日，越南国会审议通过了历史上首部《越南铁路法》，这部法规文件除了规范铁路运输的生产经营活动外，对铁路基础设施的规划、投资、建设、维护也作出了具体规定。《越南铁路法》的实施为吸引多元化投资主体参加铁路投资经营打开了大门，越南政府不再是铁路投资的唯一主体，民间私人资本和国外资本均可进入到越南铁路，藉此引入竞争以避免垄断经营。例如，西贡铁路客运公司于2006年就率先把胡志明市到芽庄的旅游列车承包给了当地的私营企业来营运。
2010年起，越南政府为了提高国有企业的生产经营效益，开始加快推动交通运输部门国有企业的结构重组和股份化进程。2010年6月25日，越南总理阮晋勇签署了973/QĐ-TTg号决议，批准将越南铁路总公司的企业性质转为国有独资有限责任公司（trách nhiệm hữu hạn một thành viên，TNHH MTV）。2012年6月，越南政府批准了越南铁路总公司2012年至2015年铁路投资发展计划，总公司计划投资200万亿盾改造和升级现有铁路线，其中将优先对南北铁路进行升级改造，使旅客列车最高速度达到120公里/小时，货物列车最高速度达到80公里/小时。2013年1月21日，越南总理又签署了198/QĐ-TTg号决议，批准了2012年至2015年阶段越南铁路总公司结构重组提案。

## 鐵路網

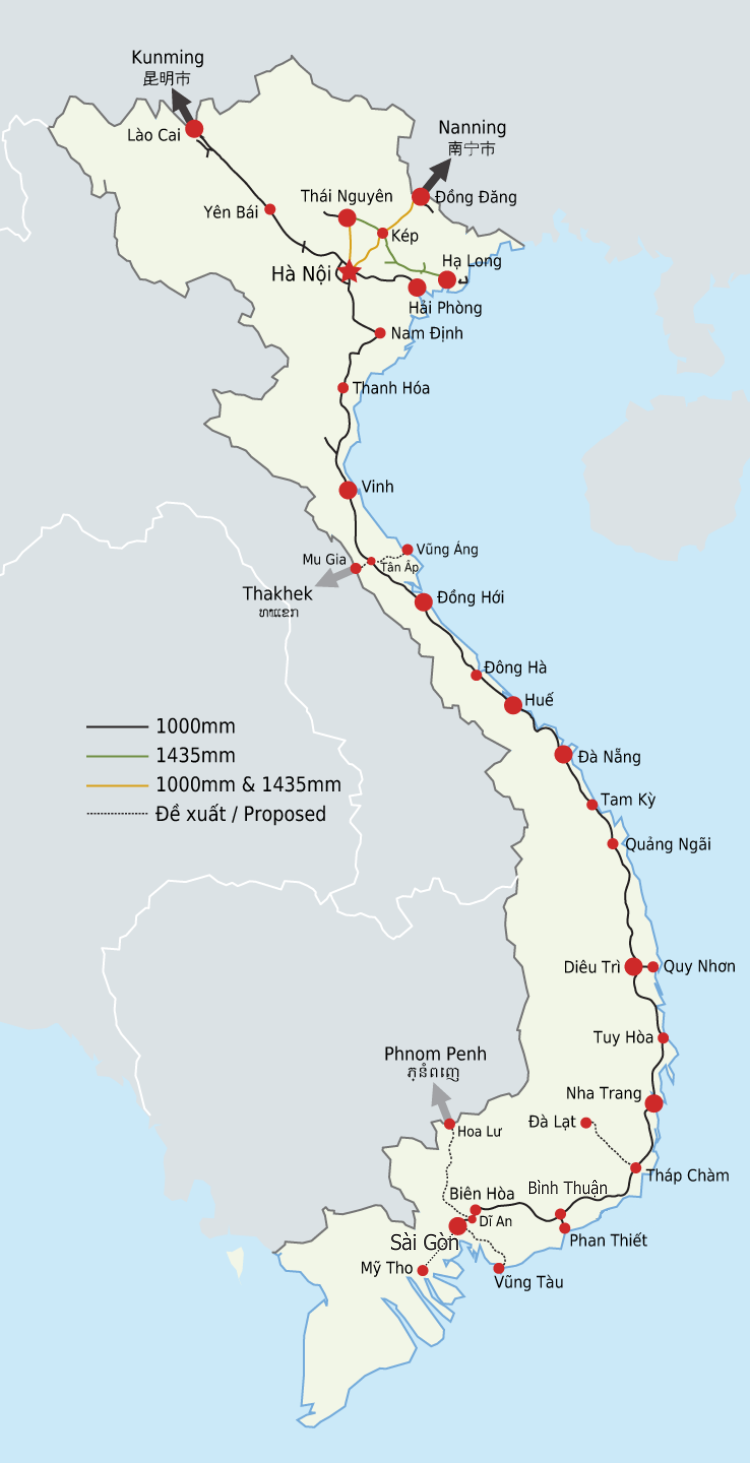
越南的鐵路網絡

截至2013年，越南鐵路網总长为3,147公里，其中包括铁路干线2,670公里、铁路支线477公里。越南铁路网主要由五条主要干线组成，把越南北部、中部和南部联成一体。连接越南首都河内和越南最大城市胡志明市的南北铁路，不仅是目前越南最长的铁路干线也是越南南北交通大动脉，全长1,726公里，途经南定、清化、荣市、顺化、岘港、归仁、绥和、芽莊、潘切、边和等主要城市，越南全国铁路85%的客运量和60%的货运量经由南北铁路运送（2007年）。越南北部的铁路网主要由四条干线组成，包括：河内至老街的河老铁路，全长296公里，与中国云南省边境相接；河内经北江、谅山至同登的河同铁路，全长163公里，与中国广西壮族自治区边境相接；河内至北部湾港口城市海防的河海铁路，全长102公里；河内至西北工业城市太原的河太铁路，全长75公里。
越南铁路的修建规格有1000毫米米轨、1435毫米标准轨、混合套轨三种。其中，米轨铁路总长为2,632公里，占全国铁路里程的84%；标准轨铁路总长为222公里，占全国铁路里程的7%；混合套轨铁路总长292公里，占全国铁路里程的9%。
| 路線       | 啟用年份 | 起訖点         | 路線長度             | 車站數目 | 車程需時 | 軌距   |
| ---------- | -------- | -------------- | -------------------- | -------- | -------- | ------ |
| 运营中路线 |          |                |                      |          |          |        |
| 南北鐵路   | 1936年   | 河内－胡志明市 | 1,726 km（1,072 mi） | 191      | 29.5小時 | 米軌   |
| 河老铁路   | 1906年   | 河內－老街     | 296 km（184 mi）     | 40       | 8.5小時  | 米軌   |
| 河同铁路   | 1902年   | 河內－同登     | 163 km（101 mi）     | 23       | 5.5小時  | 套轨   |
| 河海铁路   | 1902年   | 河內－海防     | 102 km（63 mi）      | 18       | 3小時    | 米軌   |
| 河太铁路   | 1962年   | 河內－太原     | 75 km（47 mi）       | 14       | 3小时    | 套轨   |
| 克下铁路   | 1950年代 | 𠄳－下龍       | 106 km（66 mi）      | 12       | 4.5小時  | 標準軌 |
| 北文铁路   | 1982年   | 北鸿－文典     | 39.2 km（24.4 mi）   | 5        | ?        | 米軌   |
| 富奔铁路   | ?        | 富流－奔漢     | 25 km（16 mi）       | 4        | ?        | 米軌   |
| 安那铁路   | 1966年   | 安泽－那阳     | 31 km（19 mi）       | 3        | ?        | 米軌   |
| 大塔铁路   | 1932年   | 大叻－寨涼     | 7 km（4.3 mi）       | 2        | ?        | 米軌   |
| 观红铁路   | 1992年   | 觀朝－紅山     | 33.5 km（20.8 mi）   | 3        | ?        | 米軌   |
| 已停运路线 |          |                |                      |          |          |        |
| 克太铁路   | 1966年   | 劉舍－𠄳       | 57 km（35 mi）       | 6        | ?        | 標準軌 |
| 梂义铁路   | 1966年   | 梂戛－义坛     | 30 km（19 mi）       | 4        | ?        | 米軌   |
| 劉砦铁路   | ?        | 劉舍－砦皋     | ?                    | 3        | ?        | 標準軌 |
| 府盛铁路   | ?        | 府里－盛州     | 6 km（3.7 mi）       | 2        | ?        | 米軌   |
| 仙拜铁路   | ?        | 仙坚－拜朋     | 10.5 km（6.5 mi）    | ?        | ?        | 米軌   |
| 仙临铁路   | ?        | 仙坚－临洮     | 3 km（1.9 mi）       | ?        | ?        | 米軌   |

### 計劃中路線
包括已停运，计划重建的路线。
| 路線                     | 路線長度           | 軌距   |
| ------------------------ | ------------------ | ------ |
| 越南南北高速鐵路         | 1,570 km（980 mi） | 標準軌 |
| 胡志明市－芹苴高速鐵路   | 139 km（86 mi）    | 標準軌 |
| 大塔铁路                 | 127 km（79 mi）    | 米軌   |
| 安園 - 下龍鐵路          | 128 km（80 mi）    | 標準軌 |
| 以安－祿寧鐵路           | 129 km（80 mi）    |        |
| 淎盎－姥夏鐵路           | 102 km（63 mi）    | 標準軌 |
| 老街-河内-海防标准轨铁路 | 381 km（237 mi）   | 標準軌 |
| 谅山-河内标准轨铁路      |                    | 標準軌 |
| 芒街-下龙-河内标准轨铁路 |                    | 標準軌 |

## 运输业务
尽越南铁路运输量自1990年代以来已经有很大增长，但铁路一直并不是越南最主要的交通运输方式。越南国内的旅客运输和货物运输主要依靠公路和内河运输，公路运输约占全国货运量的三分之二和客运量的五分之四，铁路运输仅约占全国货运量和客运量的3～7%。由于铁路设备与技术落后、资金投入严重不足等原因，越南铁路的速度和运输能力一直难以提高，加上越南公路运输和民航运输的迅速扩张，使越南铁路在运输市场的竞争能力十分有限。
| 铁路运输指标             | 1998   | 2000   | 2002   | 2004   | 2006   | 2008   | 2009   | 2010   | 2011   | 2012   |
| ------------------------ | ------ | ------ | ------ | ------ | ------ | ------ | ------ | ------ | ------ | ------ |
| 货运量 (万吨)            | 497.76 | 625.82 | 705.19 | 887.36 | 915.32 | 848.11 | 824.75 | 786.15 | 728.51 | 700.35 |
| 货运周转量（百万吨公里） | 1369.0 | 1955.0 | 2391.5 | 2745.3 | 3446.6 | 4170.9 | 3864.5 | 3960.9 | 4162.0 | 4024.5 |
| 客运量（百万人）         | 9.7    | 9.8    | 10.8   | 12.9   | 11.6   | 11.3   | 11.1   | 11.2   | 11.9   | 12.2   |
| 客运周转量（百万人公里） | 2542.3 | 3199.9 | 3697.2 | 4376.3 | 4333.7 | 4560.4 | 4138.1 | 4377.9 | 4571.0 | 4600.6 |

### 旅客运输

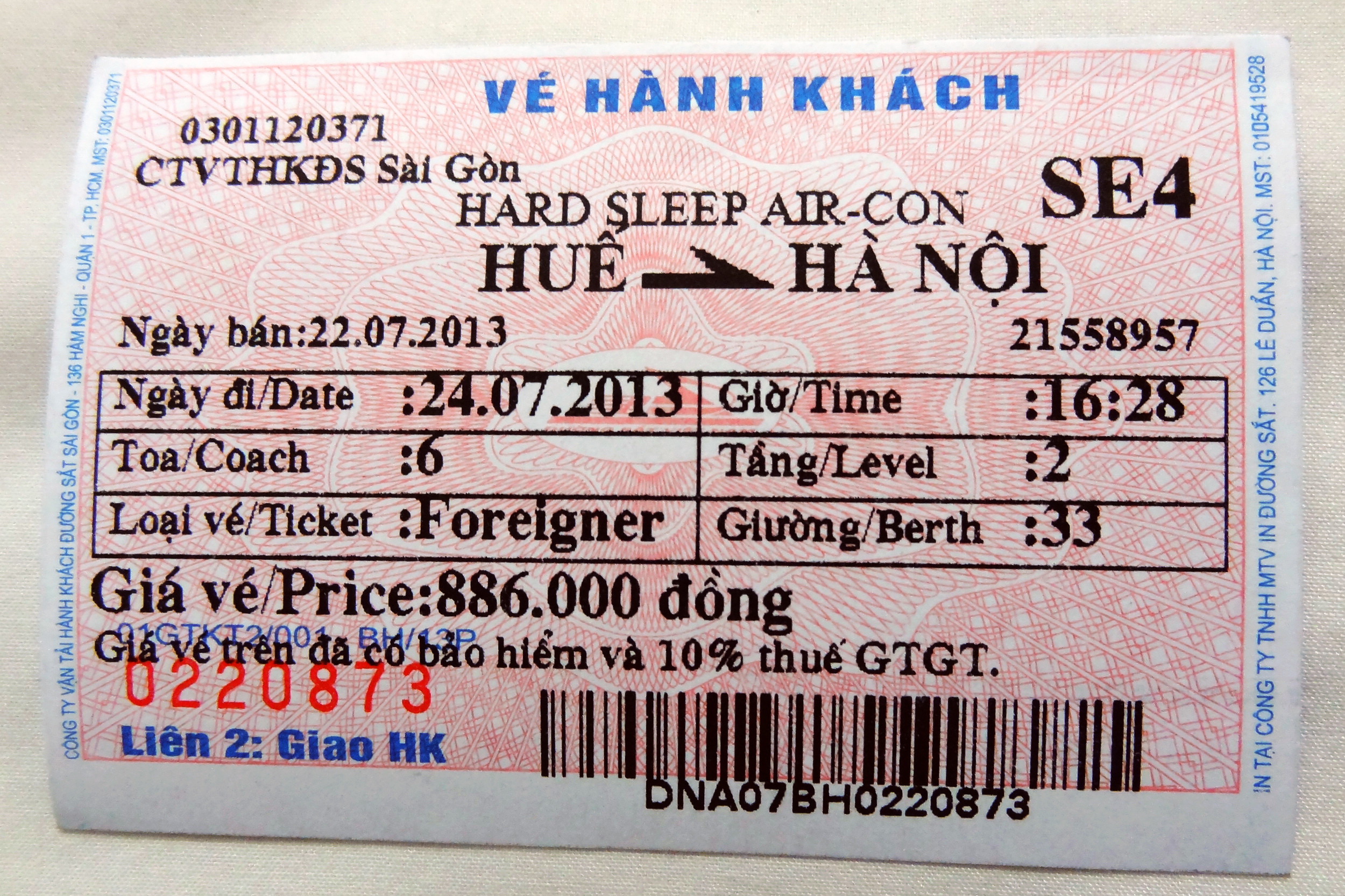
顺化至河内的空调硬卧车票

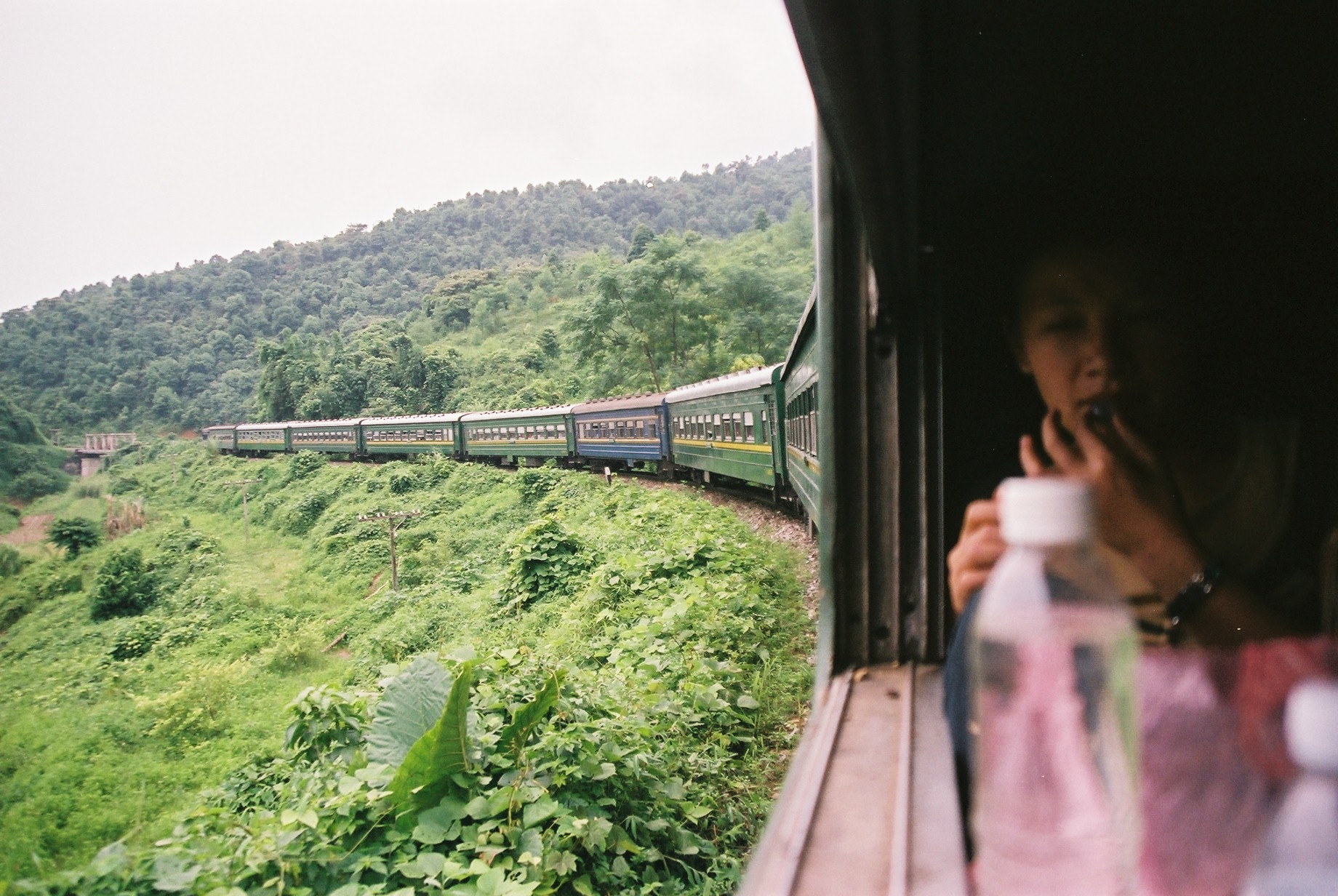
行驶在南北铁路上的旅客列车

越南铁路对于不同行驶方向、不同等级、不同运行区段和不同运行时刻的旅客列车均有特定的车次，车次用越南文字母和阿拉伯数字表示。越南文字母代表着列车等级和运行线路，例如在南北铁路（又称统一铁路）上运行时间较长的普通列车以“TN”（为越南文的缩写，意为统一）代表，运行时间较短的快速列车则以“SE”（为英文“Super Express”的缩写）代表。车次的数字是根据列车运行方向而定，越南铁路以首都河内为中心，离开河内方向的列车为下行，开往河内方向的车为上行，下行列车使用奇数车次，上行列车使用偶数车次。
越南铁路的席位等级划分方式亦与中国列车类似，主要包括软座（Ngồi mềm，代号NM）、空调软座（Ngồi mềm điều hoà，代号NML）、软卧（Nằm mềm，代号An）、空调软卧（Nằm mềm điều hoà，代号AnL）、硬座（Ngồi cứng，代号NC）、空调硬座（Ngồi cứng điều hoà，代号NCL）、硬卧（Nằm cứng，代号Bn）、空调硬卧（Nằm cứng điều hoà，代号BnL）。软座的座位排列为2+2方式，座椅靠背可以调节角度，河内往老街方向的部分列车还设有双层空调软座（Ngồi mềm xe 2 tầng điều hòa，代号A2TL）。硬座的座位排列亦为2+2方式，但采用椅背固定的木质座椅。硬卧和软卧均为设有房门的包间形式，硬卧包间内的左右两边各有上中下3个铺位，即每个包间共有6个铺位；而软卧包间内的左右两边各有上下2个铺位，即每个包间共有4个铺位。
除此之外，在一些深受外国游客欢迎的热门旅游路线上，例如河内至老街、河内至顺化、胡志明市至芽庄等，部分列车会加挂了数节由旅游公司承包的软卧车厢，甚至是整列列车由旅游公司承包的旅游专列，例如在2007年投入服务的“Livitrans”特快列车。这些列车的环境和服务优于其他普通列车，车内配置有双人或四人豪华软卧包间，还提供免费的报纸、餐点和饮用水。由于这些列车的主要顾客群都是外国游客，因此票价也远高于由越南铁路总公司运营的普通列车。
旅客可以直接到车站售票处或官方代售点购买30天内全国各站车票，或者付出额外手续费通过当地旅行社订购车票。除此之外，越南铁路总公司于2014年11月21日正式开通互联网线上售票服务，乘客可以随时随地登录越南铁路的官方订票网站（页面存档备份，存于），在网上完成购票和支付并选择最合适的行程和座位。在2002年以前，越南铁路曾经对外国人实行价格分歧，外国人的票价比越南人高一倍；从2002年1月1日起，越南铁路不再区分越南人、越僑或外国人，对所有旅客採取统一的票价。除此之外，每年越南农历新年假期春运期间的列车票价均有特别调整，由于越南南北经济发达程度的差异，大量北方人到南部工作或学习，春节前夕客流从南方涌向北方，而年后则从北方流向南方；越南铁路针对这一客流特点，节前上调从胡志明市开往河内方向的列车票价，并下调从河内开往胡志明市方向的列车票价，而节后则实行相反的调整。
- 软座车厢
- 硬座车厢
- 软卧车厢
- 硬卧车厢
- 列车员贩售食品

### 货物运输

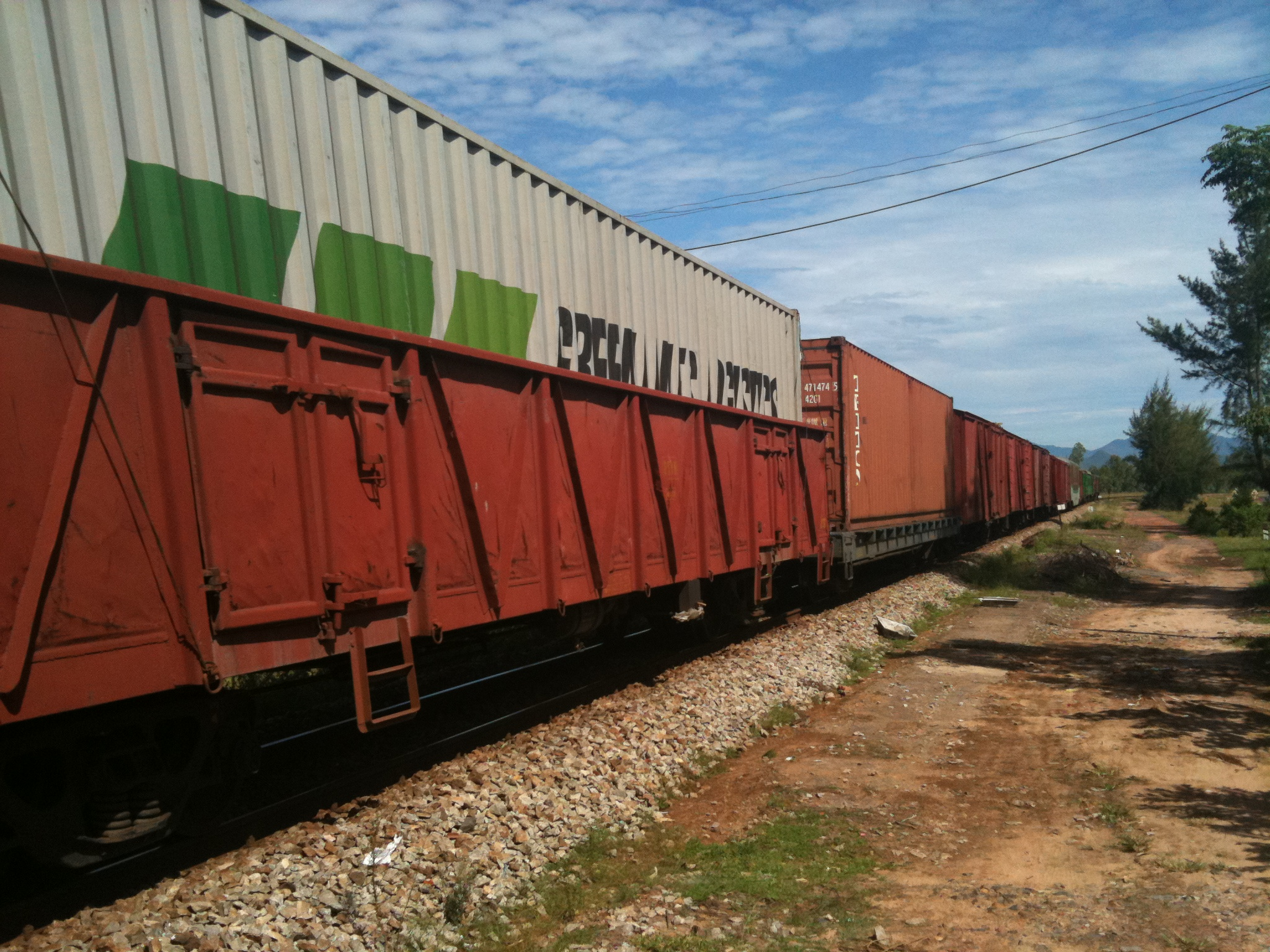
越南铁路的货物列车

在2001年至2009年间，越南铁路仅仅承担了全国货运量的1～3%。越南铁路货运长期以来发展缓慢的这个现象，其中一个重要原因是越南本身的地理因素，越南是一个南北距离逾1,600公里的长条形国家，国土东西两端的宽度一般也只有400～600公里，而且还拥有长达3200公里面临南海的漫长海岸线，因此越南任何一个主要工业地区到最接近港口的距离亦不会超过200公里。在路程只有数百公里的短距离运输的情况下，铁路与公路相比并没有明显的竞争优势，越南铁路也较难以在海运贸易中获益。此外，越南港口除了北部的海防和下龙有铁路可达外，其他大型港口如西贡港都没有铁路直接连接，在港口和车站之间还需要汽车来接驳运输，导致铁路货运的价格反而高于全程公路运输。
从2010年代起，由于越南部分主要公路的运输能力逐渐饱和，一些企业亦开始选择改为经由铁路运输集装箱来实现海铁联运，越南铁路总公司亦于2012年起正式开办铁路集装箱运输业务。目前集装箱运输的主要路线为海防经河内至老街，这条路线的铁路货运价格仅仅是公路货运的60%。越南铁路计划在未来提高铁路在中长距离运输的竞争力，加快发展铁路集装箱运输以缓解公路预运输的压力。根据越南铁路总公司的计算，如果海防港集装箱吞吐量总数的10%（约每天330个TEU）可以改为经由铁路输送，越南国道5号（河内－海防）则可以每天减少200架次的货车流量。

## 技术设备

### 铁路线路

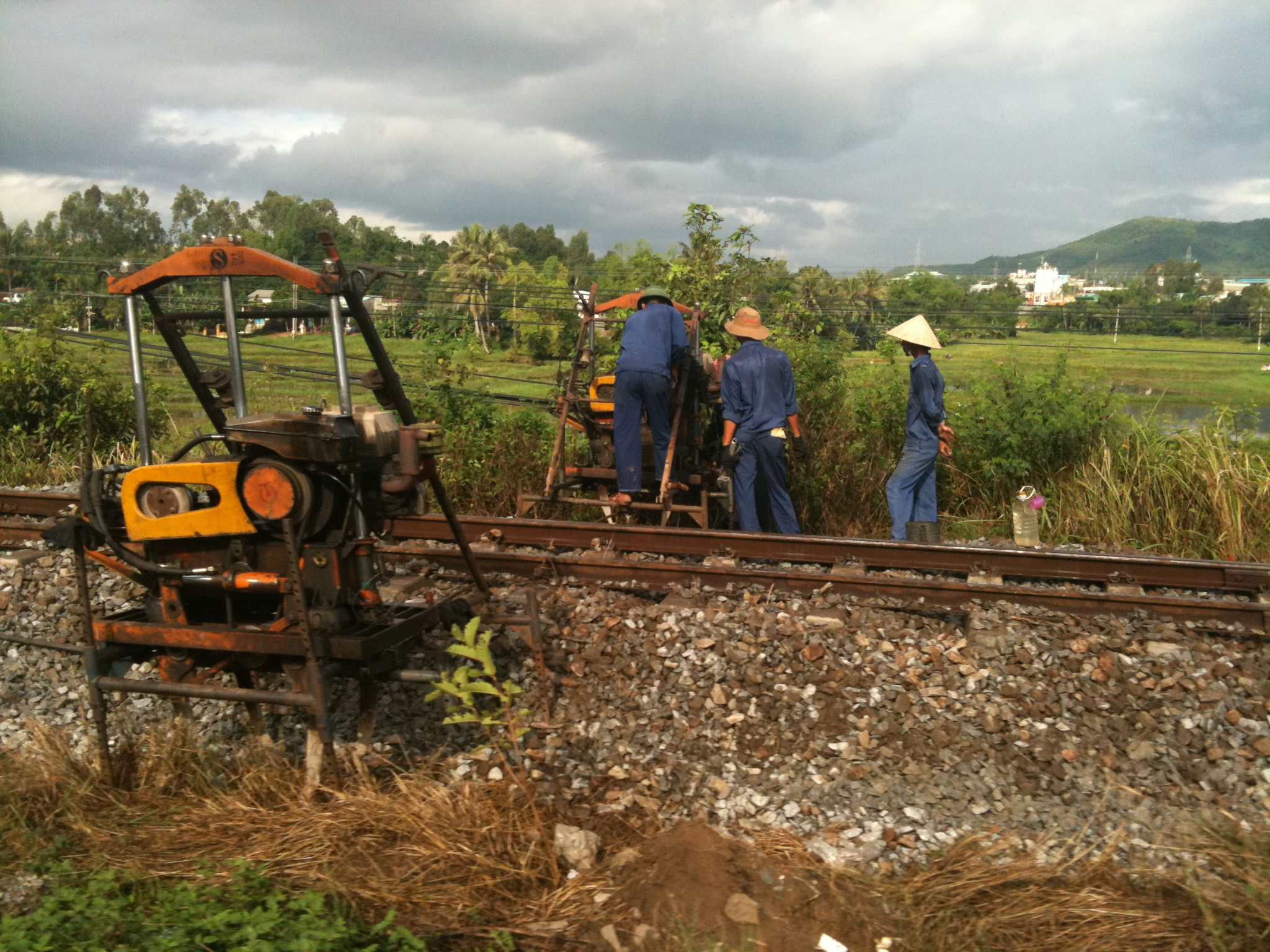
越南铁路的养路工人

越南铁路的线路标准较低，大多数区段均铺设每延米43公斤的钢轨，少部分区段铺设每延米24公斤、25公斤、30公斤、38公斤或50公斤的钢轨，许多钢轨因使用年代已久而存在严重磨耗和腐蚀。线路通常采用预应力钢筋混凝土轨枕或钢枕，分别占全国铁路里程的55.5%和32.5%；少数区段仍然使用普通枕木，占全国铁路里程约10%；钢轨扣件一般采用刚性扣件，约29%主要干线使用TVBT K1型扣件；越南铁路在未来将在铁路干线上统一采用混凝土轨枕及弹性配件。
越南铁路的路基设计标准和施工技术水平较低，米轨铁路的路基宽度一般只有4.0～4.4米，准轨铁路的路基宽度一般为5.0米或6.4米；而且道砟厚度和填筑密度也不能充分满足要求；理论上米轨铁路每公里一般需要1250立方米的道砟，但现实上越南米轨铁路道砟平均每公里只有600～700立方米；路基强度不足容易造成路基沉降和冲刷等问题，尤其在夏季降雨量较大的情况下则更为严重。
由于铁路沿线地形崎岖且建设年代较早，其线形存在着大量各种半径的曲线，占全国铁路干线里程的26,1%。曲线区段主要集中在山区和河流沿岸路段，例如南北铁路跨越长山山脉的海云岭路段。特别是许多R≤300～400米的小半径曲线，甚至某些地区还有R≤100~200米的曲线区段，极大地限制了列车的运行速度。根据越南铁路技术管理规程，半径500米的曲线通过速度限制为78公里/小时，半径300米的曲线通过速度限制为60公里/小时，半径100米的曲线通过速度限制为35公里/小时。另一方面，部分曲线区段的缓和曲线长度和外轨超高不足，也因而影响了列车的平稳运行。越南铁路干线的线路坡度一般都比较缓和，大于10‰的坡道较为罕见，南北铁路的最大坡度也只是17‰。

### 桥梁隧道
越南铁路拥有1813座桥梁，总长度超过57公里。许多铁路桥梁由于建设年份较早，加上长年以来维护保养欠佳，其承载能力和通过速度都已经难以应付需要。根据2000年的统计数字，超过100座桥梁的设计速度低于该桥梁相应路段的最高速度，列车在通过这些老旧桥梁时都需要限速运行，成为提高铁路通过能力的一个瓶颈。2003年至2012年间，越南利用日本國際協力機構和國際協力銀行提供的ODA贷款，对南北铁路沿线桥梁进行了大规模安全改造工程，项目内容包括更换44座铁路桥梁和引桥改善工程，线路附属设施工程例如拆除平交道和兴建立交桥，并由日本提供工程招标协助、技术咨询和施工监理等服务，项目总投资为238.68亿日元，其中日元贷款金额为117.37亿日元。南北铁路桥梁改造工程完成后，这些桥梁的列车通过速度基本提高到70～80公里/小时，有效提高了南北铁路的运输效率。
越南铁路的隧道数量很少，全国只有38座铁路隧道，总长度也仅仅约10公里，分布在南北铁路（26座）、河同铁路（8座）、克太铁路（4座）。铁路隧道一般都有特定的通过速度限制，一般为15～40公里/小时。

### 通信信号
越南铁路通信信号的技术水平也较为薄弱，越南在过去曾经广泛采用臂板信号机、钥匙联锁系统、电气路签闭塞、半自动色灯信号机等传统的铁路信号系统。自1990年代起、越南铁路逐步淘汰了落后的路签闭塞和臂板信号机，转而使用半自动闭塞或自动闭塞系统。1998年，自动闭塞系统在河内枢纽内的河内至安园区段投入使用，这是越南铁路首次使用自动闭塞系统。铁路通信系统方面，越南拥有用来联系全国铁路车站和调度中心的铁路电话系统，但过去经常因水灾导致设备故障和通信中断，例如1999年发生在越南中部的严重水灾就令该地区的铁路通信陷于瘫痪。自1998年起，采用微带异步传输技术的铁路电视电话系统开始在南北铁路全线投入使用，由于越南铁路当时没有自己的光缆网络，为此越南铁路需要向越南郵政電信集團租用一条64kbit/s传输线路。2000年代起，根据越南政府制定的2020年越南铁路发展总体规划，越南铁路开始对其通信信号系统进行大规模现代化，与中国、法国、瑞士等国家合作更新越南铁路通信信号系统。
2002年，阿尔斯通－阿尔卡特联合体获得了越南铁路的首张铁路通信信号工程合同，为南北铁路河内至荣市段的万田、清化、边山三个主要车站的铁路信号系统进行现代化改造，采用阿尔斯通公司的“Smartlock”计算机联锁系统和“Smartway”铁路信号系统，而阿尔卡特电信工业公司则提供包括320公里光缆、PAMX电话交换机和铁路专用电话在内的通信系统。2005年12月，越南与法国政府签订了总额为4030万欧元的ODA贷款议定书，用于南北铁路河内至荣市段第二期铁路信号现代化项目建设，为河内至荣市段的34个车站安装计算机联锁系统，并将这段铁路改为使用单线自动闭塞系统。
2006年9月，在越南与瑞士庆祝建交35年之际，两国政府签署了关于落实南北铁路主要车站铁路信号系统现代化的协议，项目内容包括对绥和、瑶池、芽庄、塔占、平顺、神浪和西贡车站安装集中联网的信号系统，项目总投资为1950万瑞士法郎，其中由瑞士方面提供1650万瑞郎ODA资金（当中一半是由瑞士联邦政府经济事务司的援助金，一半是由瑞士银行联合体提供的贷款），其余300万瑞郎由越南政府的相应资金资助。
2005年10月，中共中央总书记、中国国家主席胡锦涛访问越南期间，中国进出口银行与越南财政部在越南签署两个援外优惠贷款协议，分别用于越南铁路"三线一纽"和南北铁路荣市至胡志明市段的铁路通信信号改造。越南铁路早于2000年就启动了越南北部铁路“三线一纽”通信信号现代化改造工程的筹备工作。2001年，越南铁路总公司与中国的中兴通讯公司签署了关于合作的理解备忘录。2003年10月，越南计划投资部正式通过了该项目的可行性报告，并于同年12月15日指定中兴公司为本项目的总承包商。继越南铁路总公司与中兴通讯公司于2004年11月签署了框架协议后，双方于2005年11月正式签署了商用合同，项目总投资额为1万亿越盾（约6600万美元）。“三线一纽”通信信号现代化包含河老铁路、河太铁路、河同铁路、河内枢纽，设计单位为中铁二院工程集团公司，施工单位为中铁十六局集团电务公司和中铁十四局集团电务公司。现代化改造工程分二期进行，一期含河内枢纽5个车站及河老铁路17个车站的信号联锁和闭塞部分，二期含河同铁路全部、河太铁路全部、河老铁路剩余的16个车站和河内枢纽剩余的3个车站的信号联锁及闭塞系统，以及“三线一纽”全部行车监视和微机检测系统；工程中安装的设备涵盖交换、接入、传输、电源、会议电视、无线等通讯产品以及信号机、轨道电路、计轴设备和电动转辙机等铁路信号设备。该工程是越南铁路总公司到目前为止最大规模的通信信号改造项目，同时也是越南铁路总公司第一次使用中国政府优惠贷款，以EPC模式（工程总承包模式）执行的项目。经过多年的前期准备之后，“三线一纽”改造工程于2011年3月24日在河内正式开工。
2006年9月，中国铁路工程总公司所属中铁六局集团与越南铁路总公司正式签署了关于南北铁路荣市至胡志明市段通信信号现代化改造项目的商务合同，合同金额为5.07亿元人民币。这个工程项目分为铁路通信、信号和相关工程三大部分，包括127个车站、11个通信站及近1400公里铁路的通信和信号现代化改造。该现代化改造工程亦分为二期进行，其中一期工程包括建设荣市至芽庄的光缆、传输设备、通讯交换机和交换网监管系统，以及铺设荣市至西贡的光缆系统以及数码电子总台、会议图像传输系统、列车运行监控设备和54个车站的计算机检测设备等；而二期工程则包括建设荣市至芽庄段共计88个车站的电气集中信号系统及计轴式半自动区间闭塞系统，建设瑶池至西贡段共计45个车站的信号设备微机监测和调度监督系统，同时完成荣市至芽庄段的车站线路整治配套工程。2008年12月26日，荣市至胡志明市段通信信号现代化改造工程第一期正式开工。

### 铁路机车

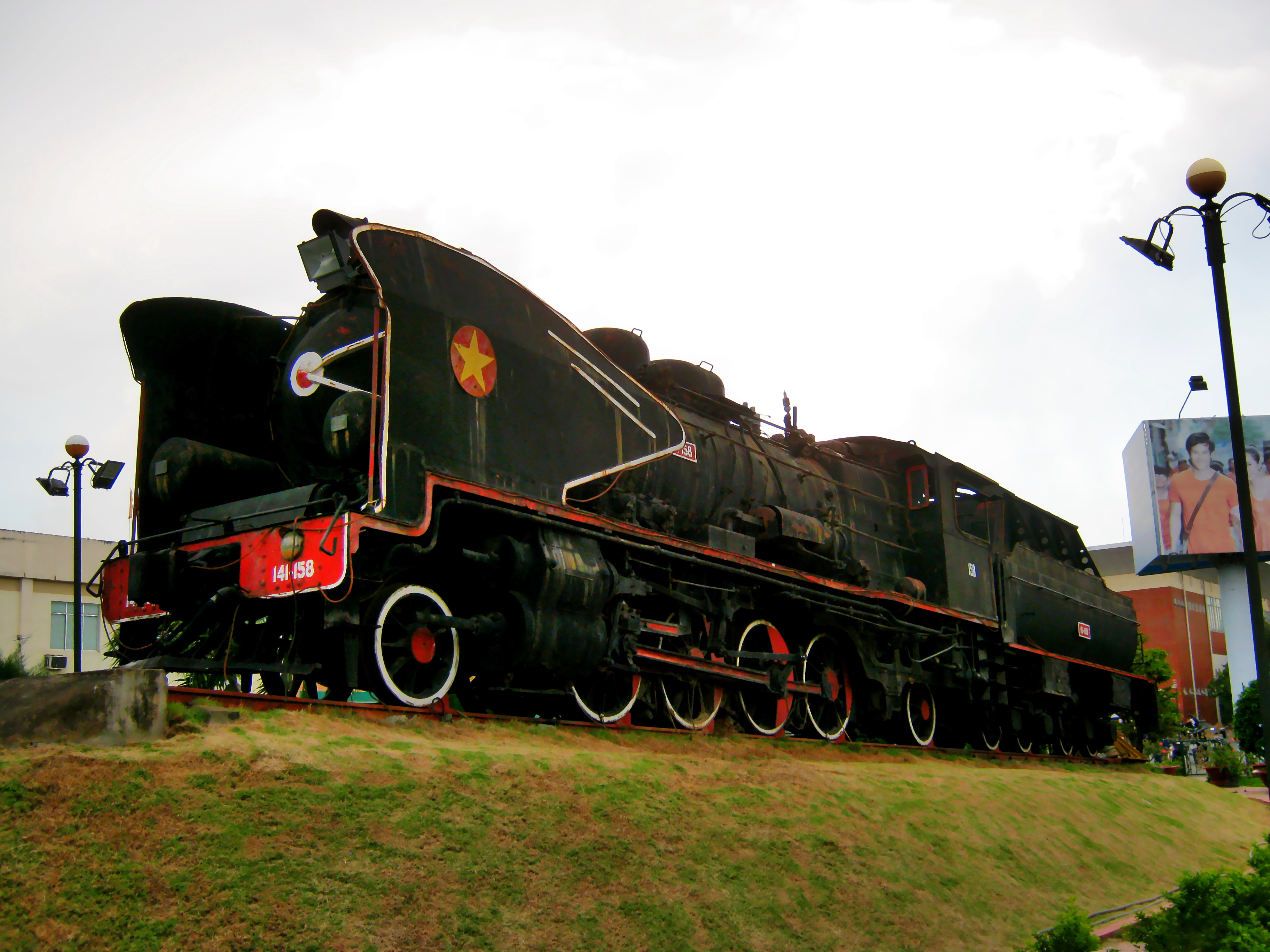
展示在西贡车站广场的自力型蒸汽机车

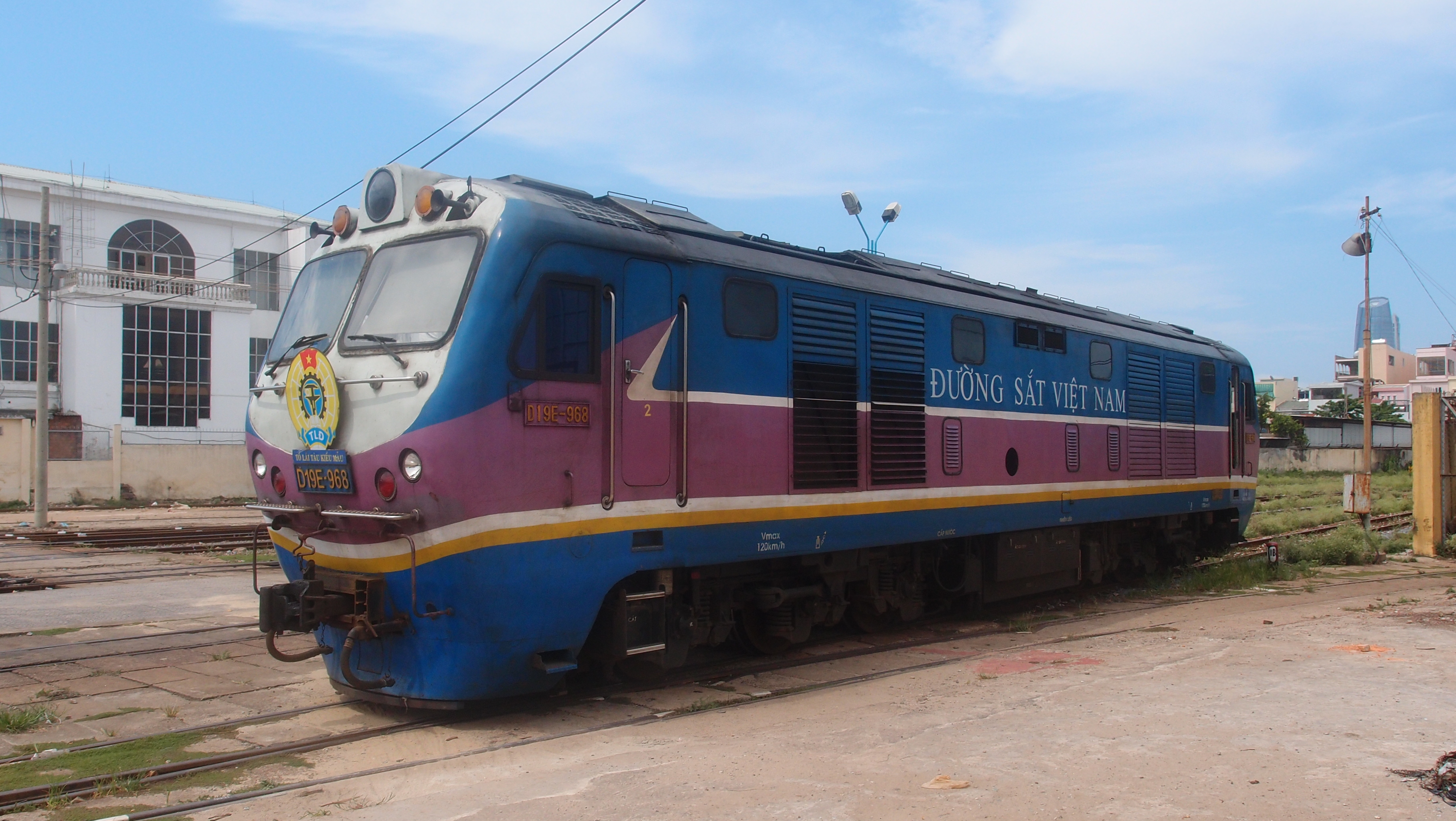
D19E型柴油机车

由于越南工业基础薄弱，一直以来主要采用进口的铁路机车。越南铁路早期主要采用法国进口的米轨蒸汽机车，大多数均是由阿尔萨斯机械制造公司制造，包括141型、230型、231型等干线蒸汽机车，其中141型蒸汽机车是保有数量最多亦是最著名的越南蒸汽机车车型，该型机车最初是由法国生产并于1947年至1951年间交付越南，至1960年代北越的嘉林机车车辆厂利用剩余零部件装配成两台新机车，并将其命名为自力型蒸汽机车，后来因越战爆发而转由中国的唐山机车车辆厂协助生产。除此之外，越南还在1950年代从中国获得了数十台131型米轨蒸汽机车，该型机车的前身是日本国铁C12型蒸汽机车，在抗日战争期间随日本陆军来到中国，曾经先后使用于正太铁路和同蒲铁路，中华人民共和国成立后改称PL51型蒸汽机车，到1956年同蒲铁路北段改建为标准轨距，中国便将这批剩余的米轨蒸汽机车让渡予越南。
1959年起，南越铁路率先开始向内燃牵引过渡，第一种柴油机车是法国制造的BB901型电传动柴油机车。1963年至1965年间，南越又得到美国援助而进口了48台BB907型电传动柴油机车，越南统一后该型机车改称为D9E型柴油机车。1960年代末至1990年代初，越南铁路先后从苏联、罗马尼亚、比利时、印度、捷克斯洛伐克、澳大利亚等国引进了多种电力传动柴油机车和液力传动柴油机车。2002年11月，越南铁路宣布淘汰所有在铁路干线上的蒸汽机车，全国铁路除少数工厂企业外全面实现了牵引动力内燃化。2000年代，为了满足日益增长的运输需求，越南铁路再度开展了新一轮的机车采购计划。
2001年至2003年间，越南向中国南车集团资阳机车有限公司订购了三批共40台D19E型柴油机车，有鉴于该型机车在越南铁路的良好表现，越南铁路于2005年决定启动机车国内组装计划，并与资阳机车公司达成了技术转让协议，让嘉林机车车辆厂在越南当地组装D19E型柴油机车。2006年，越南铁路部门向昆明铁路局增购了30台东方红21型柴油机车，在越南铁路系统内定型为D10H型，其中“D”代表柴油机车、“10”代表1000马力、“H”代表液力传动。这批机车主要配属安沛机务段和河内机务段。在2009年，有10台东方红21型机车换装卡特彼勒公司3512B型柴油机。此外，越南亦向西门子运输系统公司订购了16台D20E型柴油机车，这是越南第一款采用交流传动系统的柴油机车。截至2007年，越南铁路拥有336台柴油机车。
2015年2月，中国北车集团大连机车车辆有限公司向越南河静钢铁实业公司（台塑投资，建6座高炉，设计年产钢坯2185万吨，总投资230亿美元）出口8台CKD0B型内燃机车用于高炉炉前无线遥控牵引高温、重载、低速运行的铁水列车。动力装置为4240ZJ型柴油机，最大运用功率为735kW。

### 铁路车辆

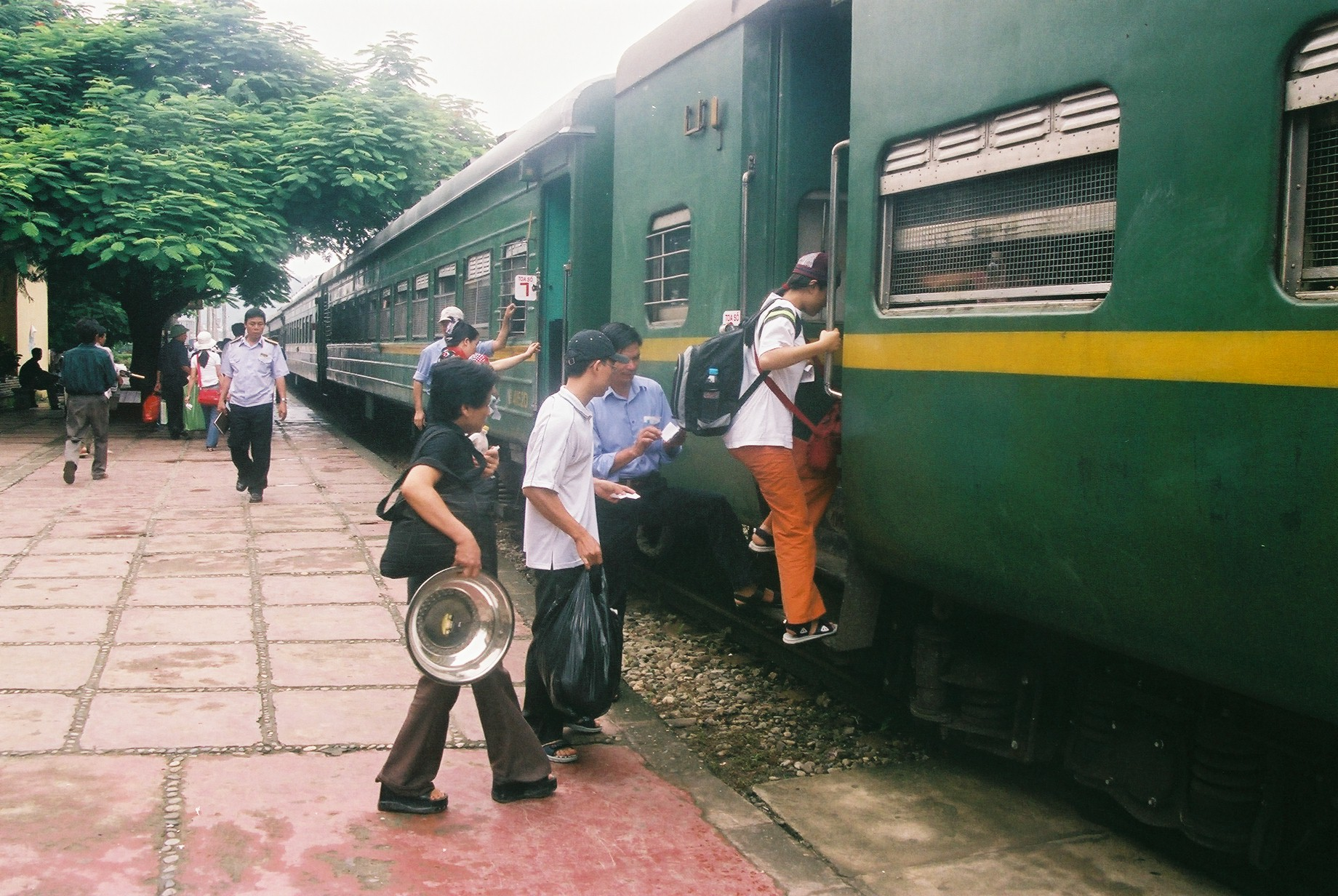
越南铁路的无空调普通硬座车

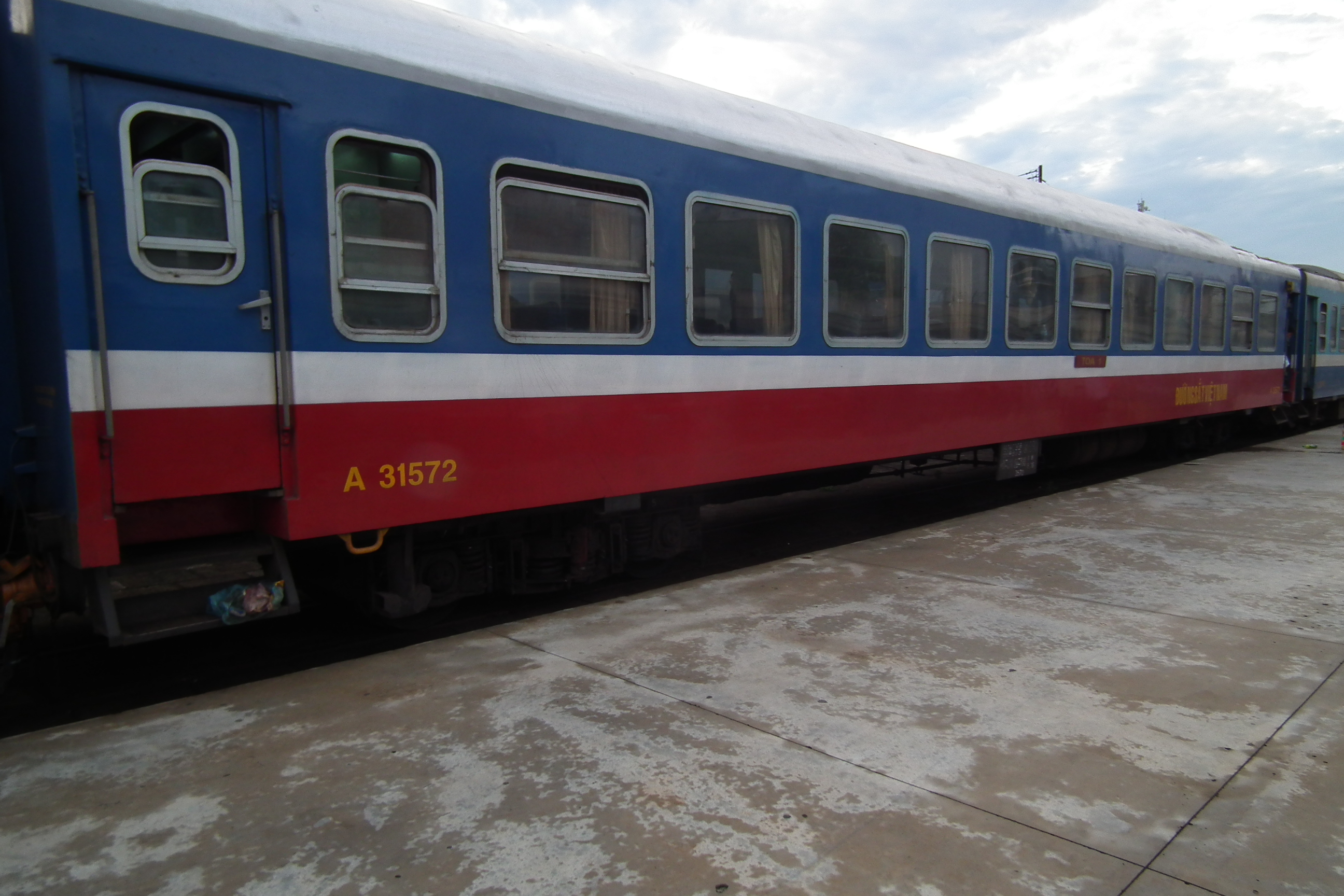
越南铁路的新型空调软座车

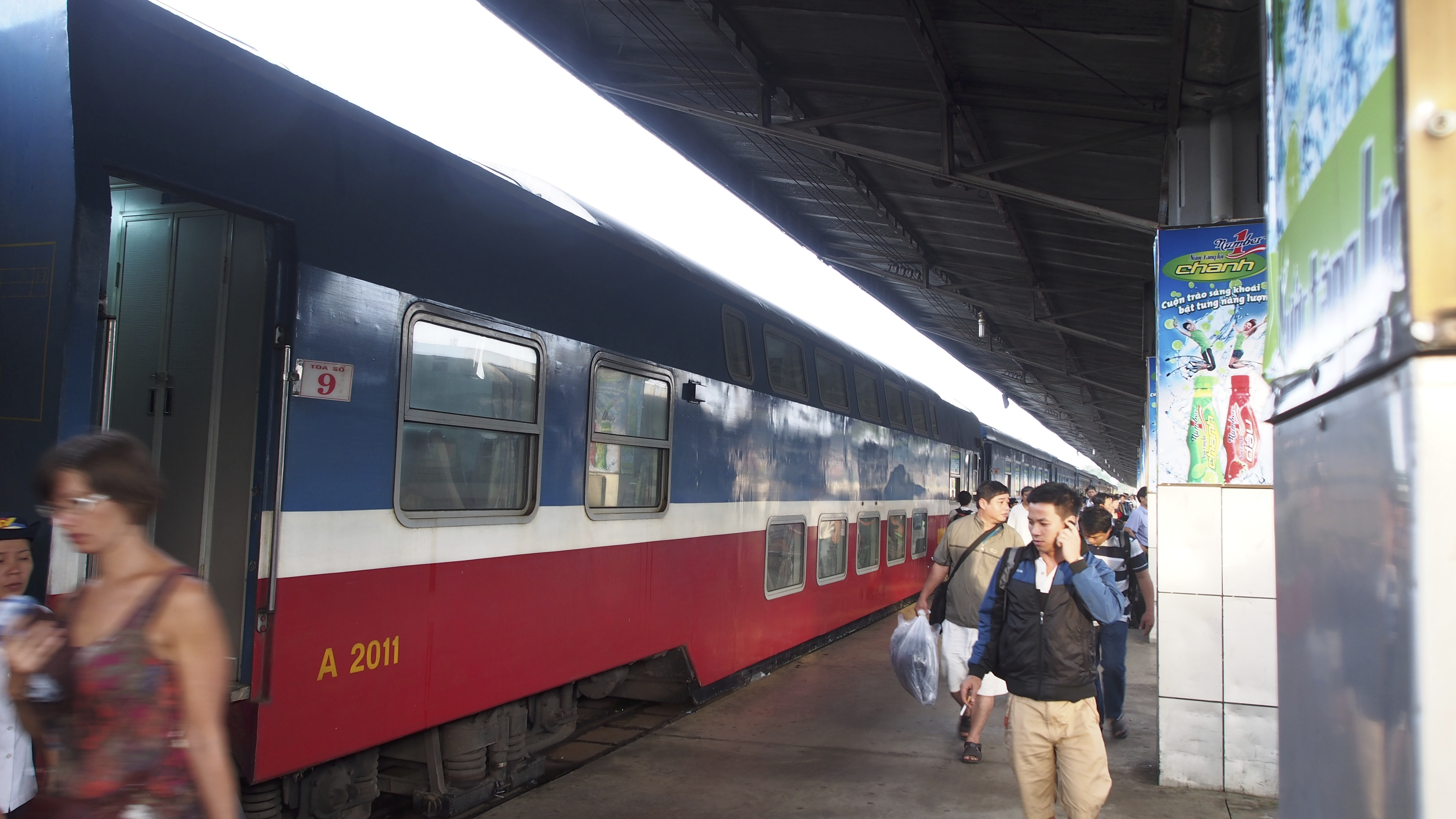
越南铁路的新型双层空调软座车

越南铁路在法属殖民地时期除了由法国供应各种铁路客车和铁路货车外，也曾经从德国的埃斯林根机械制造厂和林克-霍夫曼-布什车辆厂进口车辆。1930年代至1940年代期间，越南还引进了6辆由雷诺制造的ABH-2、ABH-7型内燃轨道客车，主要运用于西贡－美湫铁路。1950年代以后，越南亦从中国、罗马尼亚、民主德国进口铁路车辆。1970年代后期，越南在波兰的协助下对嘉林机车车辆厂进行技术改造，使其开始具有自行生产现代化铁路车辆的能力。自2000年以来，越南铁路新一代的空调客车和双层空调软座客车开始投入运用，以加快淘汰那些在1990年代以前制造的旧型客车。截至2006年，越南铁路拥有1,063辆铁路客车和4,986辆铁路货车，其中绝大多数为1000毫米轨距的米轨车辆。
| 越南铁路车辆统计（2006年） | 越南铁路车辆统计（2006年） | 越南铁路车辆统计（2006年） | 越南铁路车辆统计（2006年） | 越南铁路车辆统计（2006年） | 越南铁路车辆统计（2006年） |
| 米轨铁路客车               | 代号                       | 数量                       | 米轨铁路货车               | 代号                       | 数量                       |
| -------------------------- | -------------------------- | -------------------------- | -------------------------- | -------------------------- | -------------------------- |
| 软卧车                     | An                         | 140                        | 棚车                       | G                          | 2,049                      |
| 硬卧车                     | Bn                         | 183                        | 高边敞车                   | H                          | 1,244                      |
| 软座车                     | A                          | 139                        | 低边敞车                   | N                          | 366                        |
| 硬座车                     | B                          | 338                        | 平车                       | M                          | 58                         |
| 简易客车                   | C                          | 74                         | 集装箱平车                 | Mc                         | 522                        |
| 餐车                       | HC                         | 61                         | 凹底平车                   | MVT                        | 20                         |
| 行李车                     | HL                         | 50                         | 罐车                       | P                          | 128                        |
| 发电车／邮政车             | BVPD／CVPD                 | 70                         | 油罐车                     | Pm                         | 52                         |
|                            |                            |                            | 守车                       | XT                         | 134                        |
|                            |                            |                            | 矿石车                     | CD                         | 59                         |
| 共计                       | 共计                       | 1,055                      | 共计                       | 共计                       | 4,632                      |
| 准轨铁路客车               | 代号                       | 数量                       | 准轨铁路货车               | 代号                       | 数量                       |
| 硬座车                     | B                          | 2                          | 棚车                       | G                          | 46                         |
| 简易客车                   | C                          | 5                          | 高边敞车                   | H                          | 290                        |
| 行李车                     | HL                         | 1                          | 低边敞车                   | N                          | 6                          |
|                            |                            |                            | 平车                       | M                          | 2                          |
|                            |                            |                            | 守车                       | XTr                        | 6                          |
|                            |                            |                            | 矿石车                     | CDr                        | 4                          |
| 共计                       | 共计                       | 8                          | 共计                       | 共计                       | 354                        |

## 對外連接

### 中国

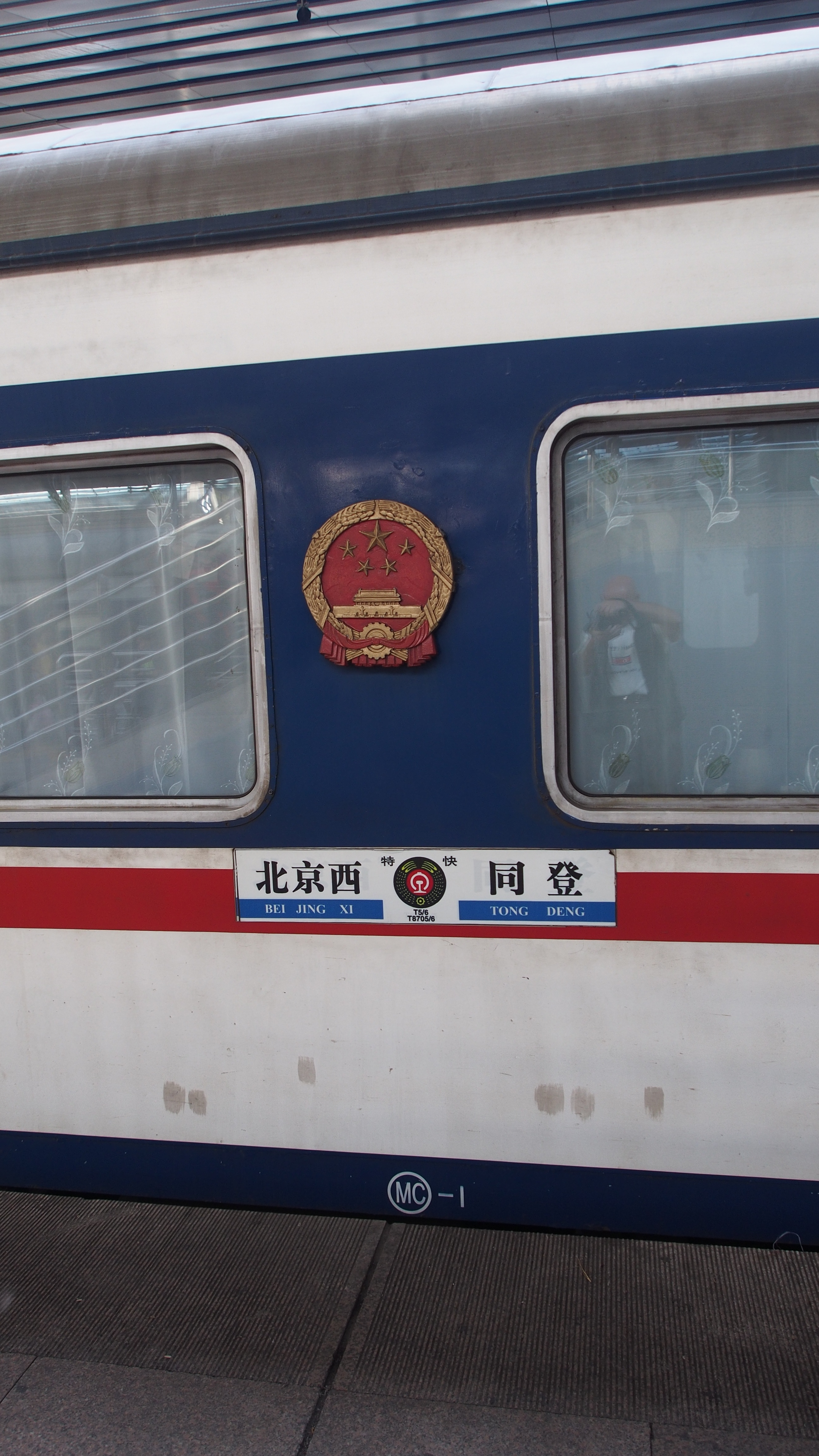
北京至同登的T5/6次旅客列车

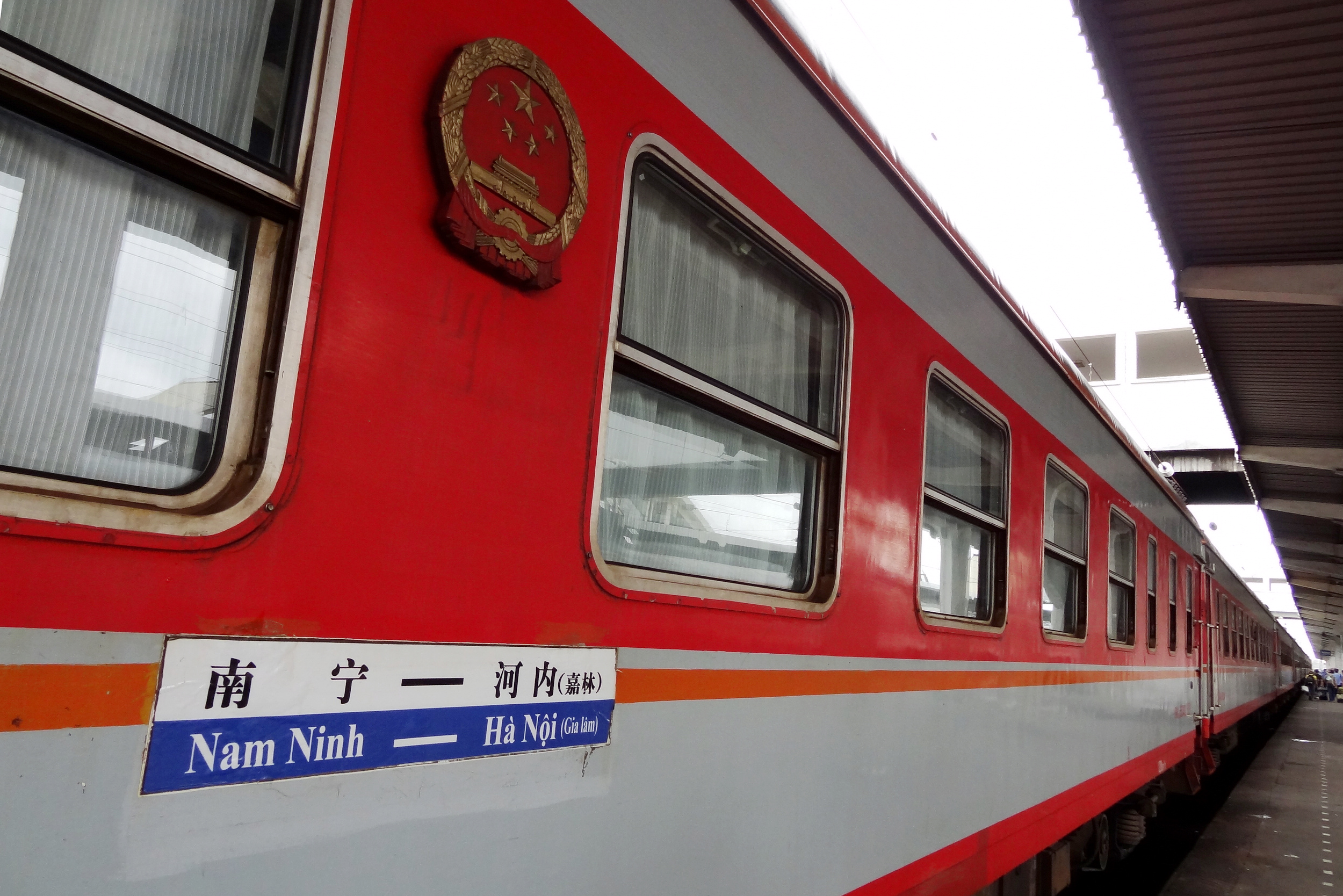
南宁至河内的T8701/T8702次旅客列车

越南与中国的铁路联系始于1911年通车的滇越铁路，这条铁路连接了越南海防港和云南省会昆明。滇越铁路的出现改变了中国西南地区交通闭塞的状况，成为进出云南及西南各省最便捷的通道，由昆明坐火车到海防后就能很方便地经海路前往香港和上海等地，抗日战争期间大量援华物资也通过滇越铁路输送到西南大后方。1940年6月，日本政府迫使傀儡政权维希法国关闭滇越铁路这条运输线。为防止日军沿滇越铁路侵略中国西南，1940年9月至1941年2月间国民政府拆除了碧色寨至河口段的线路。
中华人民共和国成立后，为了支援越南民主共和国的反法抗战，中央政府决定修建湘桂铁路来宾至镇南关段，至1954年12月湘桂铁路与河同铁路在镇南关正式接轨。1955年5月25日，中华人民共和国铁道部与越南民主共和国交通工政部在北京签订《中越铁路联运协定》和《中越国境铁路协定》，双方同意自同年8月1日起开办中越铁路客货联运业务，由于中越两国铁路轨距不同，旅客和货物需要在凭祥站换乘换装及进行交接。1955年8月1日，中越铁路国际联运正式开始实施，翌日由北京到河内的19/20次国际联运旅客列车（今T5/6次特快旅客列车）开行。在贵昆铁路通车前，中国内地至云南的铁路运输要经友谊关－同登－河内－老街－河口，绕道北越。1966年3月，贵昆铁路通车后，中国内地至云南的铁路运输要经过京广铁路至衡阳、湘桂铁路至柳州、黔桂铁路至贵阳、贵昆铁路至昆明，不再绕道越北。1970年7月22日成昆铁路建成通车；1972年湘黔铁路通车，进出云南才有了铁路捷径线。
1957年起，中越双方共同成立了中越国境铁路联合委员会，自此双方每年轮流召开一次会议，就有关两国铁路运输方面的运输组织、费用清算、通讯信号等事项进行讨论。1957年12月，随着滇越铁路碧色寨至河口段完成修复，中断17年之久的滇越铁路宣告恢复通车（滇越铁路滇段于1958年经中国铁道部电令改称为昆河铁路）。越战期间中国应北越政府的请求，派出人员帮助越南抢修抢建铁路，并将河同铁路改建为米轨、准轨两用的混合轨铁路，自此中越国际联运列车不用换乘换装即可直达河内。
1970年代后期，由于越南倒向苏联及入侵柬埔寨，导致地区形势紧张，自1976年起发生于中越国际铁路联运的冲突增多。鉴于中越关系急遽惡化，中华人民共和国铁道部外事局于1978年12月22日宣布自即日起至另有通知时止，凡去往越南和来自越南的国际铁路联运旅客、行李、包裹和货物暂停发送，至此中越铁路联运宣告中断。自1955年开办铁路联运至1978年联运中断时止，中越铁路国际联运完成了大量援越物质和国际旅客的运输任务；以凭祥口岸为例，在这段时间经凭祥出口货物总运量为14292318吨，经凭祥进口货物总运量为3028483吨，从凭祥入境旅客共319967人，从凭祥出境旅客共289219人。
1990年代初，冷战结束后中越关系恢复正常化。1995年11月26日至12月2日，越共中央总书记杜梅应邀访华，和中共中央总书记、中国国家主席江泽民就重新开通中越铁路达成了原则协议，双方会面后共同发表了《中越联合公报》。此后，中华人民共和国铁道部立即就中越铁路在1996年春节前通车的计划进行部署，柳州铁路局开始对被严重毁坏的凭祥至友谊关的16公里线路进行抢修。1996年2月12日，中越两国按照协议正式恢复从北京至河内国际铁路旅客联运，5/6次列车的通车仪式于2月14日分别在中国凭祥、越南同登铁路口岸同时举行。同日，滇越铁路的国际铁路货运联运正式复通，国际铁路旅客联运亦于1997年4月18日复通，昆明北至河内的633/634次（2000年10月后改为5933/5934次）国际联运旅客列车每周开行两次。2003年6月1日起，由于昆河铁路的线路状况欠佳，铁道部决定停止昆河铁路的客运业务，昆明北至河内的国际列车亦终止运行，仅保留昆明北至王家营的通勤列车。
北京至河内的T5/6次旅客列车（越南境内车次为M1/2次）是国际联运加挂列车，是在北京至南宁间运行的特快旅客列车上，每周两次加挂北京至同登的联运车厢（每周四、周日从北京发往河内，第三日到达河内；每周二、周五从河内发往北京，第三日到达北京。），旅客需要在同登站换乘同登至河内的列车。2009年1月1日起，为适应中国—东盟自由贸易区的发展需要，每天开行南宁至河内（嘉林）间的T871/872次国际联运旅客列车（今T8701/8702次列车，越南境内车次为MR1/2次），这对列车的客车车辆和乘务工作由南宁铁路局担当；与北京至河内的国际联运列车不同，南宁至河内的列车无需在同登站换乘即可直达目的地。国际联运旅客列车的旅客需要凭护照办理购票，在指定车站（包括中国的北京西、南宁、凭祥、崇左、桂林站，以及越南的嘉林、北江、同登站）或国际联运代售点购买车票，国际列车的票价根据瑞士法郎兌越南盾或人民币的汇率而浮动。2014年12月10日，T5/6次列车改为Z5/6次列车，原T8705/8706次列车停运，至越南的乘客并入T8701/T8702次列车列别，前往嘉林站/由嘉林站前往北京西站的乘客在南宁站换乘。2020年2月6日起，为配合新冠肺炎疫情相关防疫工作，Z5/6次列车暂停办理北京西与河内（嘉林）间国际旅客联运业务。

### 柬埔寨
越南和柬埔寨之間目前還沒有鐵路連接。早在1930年代的法屬印度支那时期，当时的殖民地政府曾经计划兴建连接两国的铁路，但该計劃最終因第二次世界大战和法越戰爭而遭擱置。1937年，由西贡向西北方向通往平福省祿寧市的铁路建成通车，西贡－禄宁铁路全长约100公里，并在西贡以北的以安车站与南北铁路接轨，这条铁路在法越战争期间遭到严重破坏，而在战后南越铁路局亦没有足够资金来完全修复，最终在1960年代末完全停运后被拆除。事隔近五十年之后，东盟提出兴建连接昆明至新加坡的泛亚铁路，从越南西贡经禄宁至柬埔寨金边的铁路再次被排上计划，其中越南境内的西贡－禄宁铁路已被越南政府纳入2020年越南铁路发展总体规划。2009年8月，越南铁路局和中国机械进出口公司（CMC）与中国铁路建设总公司（CRCC）完成了西贡－禄宁铁路项目的可行性研究报告。

### 
越南和老撾之間目前還沒有鐵路連接。2012年11月5日，在老挝首都万象举行的第九届亚欧首脑会议上，马来西亚巨人联合有限公司（Giant Consolidated Limited）和老挝公共工程和运输部，签订了沙湾拿吉－牢堡铁路的承建协议。沙湾拿吉－牢堡铁路全长220公里，起点为老挝与泰国边境接壤的沙湾拿吉市，终点为越南中部与柬埔寨边境接壤的广治省牢堡镇，是一条设计时速为160公里/小时的标准轨距双线电气化铁路，总投资额预计达到50亿美元，预计施工期为五年。2013年12月18日，沙湾拿吉－牢堡铁路在沙湾拿吉正式破土动工。

## 高速鐵路

### 第一次計劃
越南兴建高速铁路的计划早于2002年就被提上了越南政府的议事日程，在当时越南政府总理批准2020年越南铁路运输发展计划中，首次提出除了改善现有的铁路系统之外，还要建造一条连接河内与胡志明市两地，全长运行时间在10个小时之内，并且能与国际铁路接轨的南北高速铁路。按照最初的规划，越南计划将高速铁路项目分为三个阶段落实，在2007年至2009年的第一阶段，将首先制定投资报告并交由国会批准通过； 在2010年至2015年的第二阶段，将开工建设河内至顺化段和胡志明市至芽庄段；在2015年以后的第三阶段将完成建设顺化至芽庄段。项目总投资额预计为330亿美元，其中230亿美元计划使用外国提供的政府开发援助（ODA）贷款。
2002年至2009年间，越南政府分别与韩国和日本的顾问团队合作，就越南高速铁路项目进行可行性研究，但由于韩国未能对越南高铁项目提供ODA贷款，因此越南方面倾向采用日本的资金和技术。2009年11月，越南总理阮晋勇在东京召开的首届“日本和湄公河流域领袖会谈”期间，向日本首相鳩山由紀夫表达了引进新幹線技术兴建高速铁路的意愿，并于12月邀请日本国际协力机构（JICA）对该项目进行评估。2010年3月，高铁计划在越南政府內部由內閣會議敲定，并于同年6月正式将议案提交越南国会审议。根据该规划，越南将修建全长约1570公里、设计时速350公里、采用标准轨距的南北高速铁路。高铁提案旋即引起越南社会上的激烈讨论，不仅逾560亿美元的投资规模遭到国会议员质疑，越南民眾亦对高鐵計劃普遍持反對態度。最终，在河内召开的越南十二届国会七次会议上，高铁议案未获半数以上代表赞同而被否决。

### 第二次計劃
2015年，越南交通部重启南北高铁计划。经过4年研究，该部门于2019年为该项目提出新方案，计划2030年左右啟用北部河內至榮市（約280公里）、南部胡志明市至芽莊（約360公里）2個區間的線路，2045年全線開通運營，设计時速350公里，單程需5小時30分鐘左右。但計劃投資部公開表示反對該方案，計劃投資部認為，項目費用高昂，可能導致其他基礎設施建設遲緩，因此提出有必要大幅削減成本。另一方面，日本对于是否援助越南重启南北高铁计划态度模糊，主要原因是不确定越南政府的動向，以及征地费用及过程的悲观评估。

### 寻求中国援助
2023年中国与越南提出新建连接两国的标准轨铁路，此后越南开始寻求中国对南北高铁的援助，派出多位官员访问中国铁路公司。2024年6月，越南交通部长阮文胜正式宣布计划在2030年前启动南北高速铁路的建设，目标是在2035年完工，该项目设计速度为每小时350公里，用於客運，必要時也可用於貨運，线路采用复线，軌距1435毫米，長度1545公里。为了支持这一重大基础设施的开发，越南总理范明正表示寻求中国企业的投资和援助。7月亞投行宣布为越南包括高铁在内的建设提供50億美元貸款。

## 中越标准轨铁路
中越标准轨铁路包括老街-河内-海防标准轨铁路、谅山-河内标准轨铁路、芒街-下龙-河内标准轨铁路三条铁路，2023年中国与越南提出新建连接两国的标准轨铁路，12月習近平赴越南國事訪問，並簽署數十項包括铁路建设協議。此后越南开始寻求中国铁路建设的援助，派出多位官员访问中国铁路公司。2024年4月越南計畫投資部表示擬於2030年前開始興建二條連結越南首都河內和中國大陸的高速鐵路，分别是從越南的港口城市海防和廣寧省，經河內到與雲南接壤的老街。
2024年6月越南总理范明正表示越南在鐵路設計、建設和技術轉讓方面需要中國的協助，越南政府願為中國企業來越南投資興業，開展互利合作營造有利條件。中方企業和越南交通運輸部及有關部門合作開展具體項目，将包括老街－河內－海防；谅山 (同登)－河內；芒街－下龍－海防等三條鐵路建設。8月19日，越共中央总书记、国家主席苏林访华期间，中越签署合作文件，中国同意协助越南三条与中国连接标准轨铁路进行可行性研究。三条中越标准轨铁路将分别连接中国境内的昆玉河铁路、南凭高速铁路、防东铁路。12月10日，中国—越南双边合作指导委员会第十六次会议中，双方宣布签署了关于跨境标轨铁路合作项目的政府间协议，越南总理范明政表示越南将优先推进对接昆明的老街-河内-海防铁路，力争在2027年开工。

## 城市轨道交通

### 胡志明市都市铁路

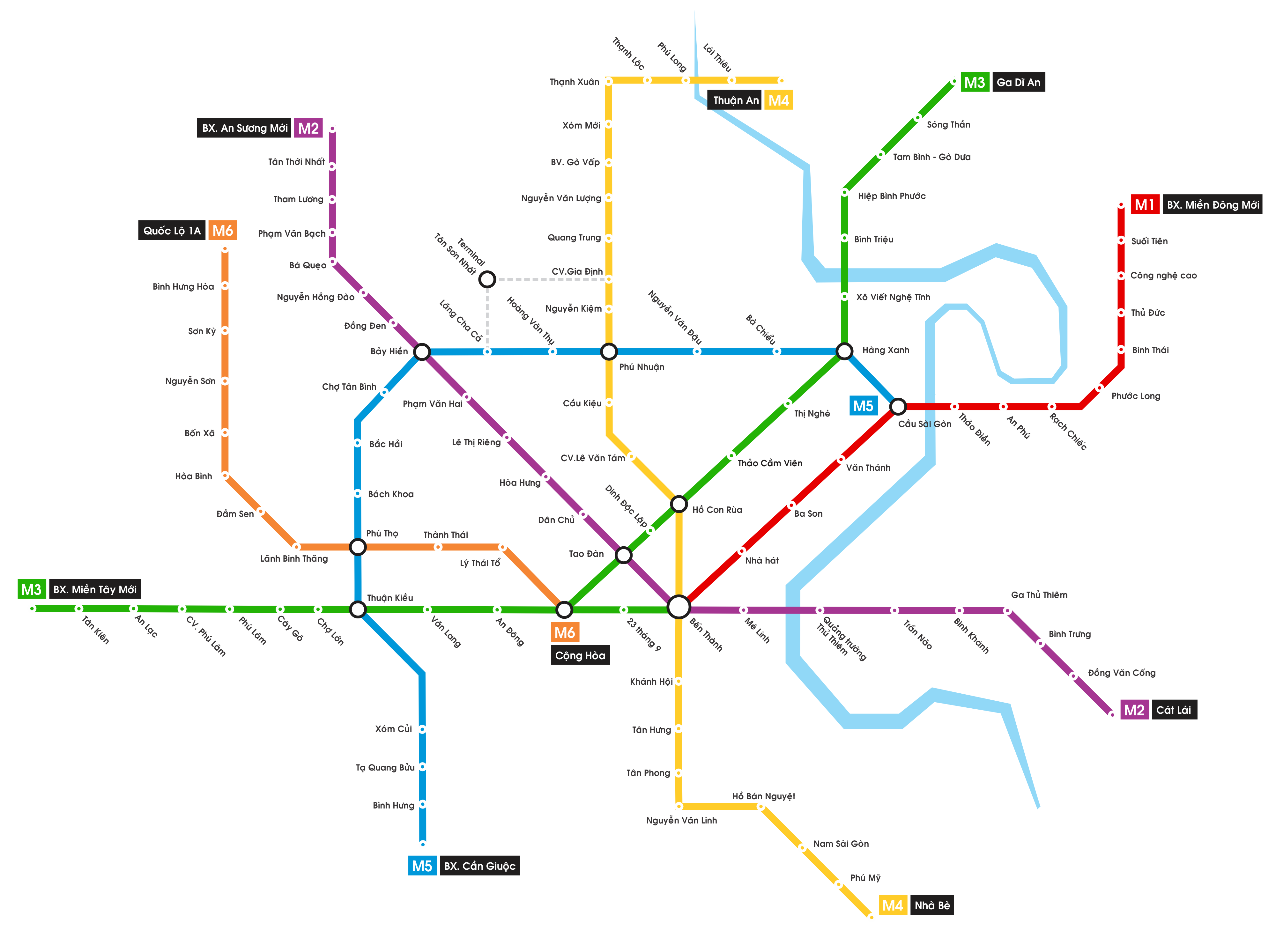
胡志明市都市铁路的六条路线示意图

2001年2月，越南宣佈准备投资兴建胡志明市都市铁路的计划，主要目的是鼓励市民使用公共交通出行、减少路面上摩托车的数量，以解决城市内日益嚴重的交通擠塞问题。根据2001年的发展规划，胡志明市计划兴建全长約185公里的五条地铁线路，另外规划了两条轻轨和三条单轨铁路，按2005年的相关工程估价为66亿美元。胡志明市都市铁路计划公布后，来自日本、德国、法国、美国、西班牙、俄罗斯、中国等国的企业相继提出了投资意愿，并与越南方面对各条地铁线路展开可行性研究和ODA融资谈判。
2007年1月，胡志明市人民委员会完成制定《胡志明市至2020年的交通运输发展规划》并获得越南政府总理阮晋勇批复通过，该发展规划对2001年提出的都市铁路计划作出了大幅度修改，建议胡志明市修建全长约107公里的六条地铁线路，以及全长约34公里的三条单轨铁路和有轨电车。2007年9月，直辖于胡志明市人民委员会主席（市长）的都市铁路管理局（MAUR）成立，负责胡志明市都市铁路系统的建设规划和营运管理。
截至2014年8月，胡志明市地铁1号线和2号线已经开工建设。地铁1号线（滨城－仙泉）于2012年8月动工，全长19.7公里，建设资金由日本国际协力银行和胡志明市人民委员会提供，由日本住友公司和越南第六交通工程建设总公司负责施工，预计将于2017年完工并于2018年通车。地铁2号线（滨城－参良）于2010年8月动工，全长11.3公里，建设资金由亞洲開發銀行、德国复兴信贷银行、欧洲投资银行的贷款、以及德國政府無償援助提供。除此之外，全长17公里的地铁5号线（西贡桥－芹约）亦已经获得批准，建设资金将由亞洲開發銀行、歐洲投資銀行、西班牙政府ODA贷款提供。

### 河內都市鐵路

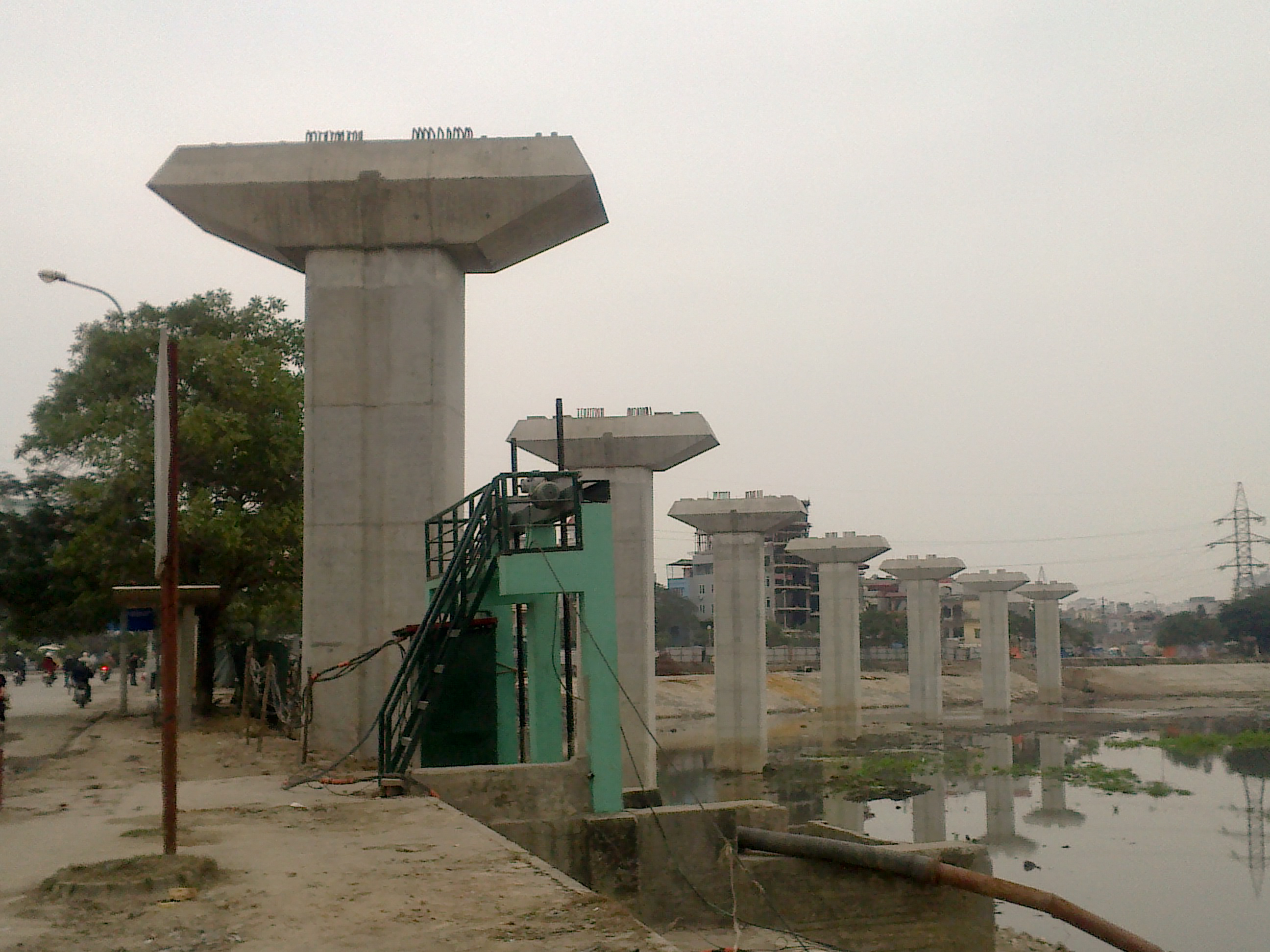
正在建造的河内都市铁路2A号线（吉灵－河东）

2000年代初，越南亦提出了兴建河內都市鐵路系统的计划。2004年至2006年间，河内市人民委员会与日本国际协力机构合作制定《首都河内市城市综合发展计划》，当中建议在河内市建设四条城市轨道交通线路。与此同时，河内市人民委员会又和法国交通工程顾问公司赛思达（SYSTRA）合作，于2004年至2005年间完成了河内首条地铁线路的可行性研究。2006年，越南政府正式同意启动河内都市铁路呠镇－河内火车站线的工程项目，并成立了直辖于河内市人民委员会主席（市长）的河内都市铁路管理局（HRB）。2008年3月，越南交通运输部向越南政府总理呈交了《首都河内至2020年交通运输发展规划》，同年7月越南政府总理阮晋勇签署了90.2008/QD-TTg号决议批复通过该发展规划，该规划提出了在2030年前建成五条都市铁路和三条快速公交线路。2011年7月，越南政府总理阮晋勇签署了1259/Qd-TTg号决议，批复通过《首都河内至2030年（展望2050年）城市总体建设规划》，该建设规划将河内都市铁路的路线数目进一步增加至八条。
河內都市鐵路1号线一期（玉洄－安员）的部分区段与越南国铁的米轨铁路共线，因此这是河内都市铁路系统内唯一一条由越南铁路总公司运营的线路，该线全长15.36公里，日本交通技术公司（JTC）为工程总承包商，建设资金由越南铁路总公司和日本政府ODA贷款提供，原定于2019年建成通车；2014年3月，日本交通技术公司涉嫌向越南铁路总公司和越南铁路局公职人员行贿的腐败丑闻被揭发，多名越南交通系统公职人员被勒令停职及接受调查，事件导致铁路工程和日本ODA贷款暂停，受到这起案件的拖累，这个项目直至2018年还没有动工。2号线一期（南昇龍－陳興道）全长11.5公里，建设资金同样由日本政府ODA贷款提供，到2017年还没有动工。
目前河内都市铁路的其中两条路线已经开通。2A號線（吉靈－安義）于2011年10月开工建设，全长13.02公里，由中铁六局集团有限公司承建，建设资金由中国政府贷款和越南政府拨款提供，原定于2017年建成通车。3号线（呠－河内火车站）于2010年9月破土动工，全长12.5公里，建设资金由法国政府ODA贷款、亚洲开发银行、欧洲投资银行提供，原定于2018年建成通车。
兩條都市鐵路線施工期間出現的問題包括：一、徵地程序出現困難，二、融資困難，拖累2A號線及3號線的施工進度，三、2A號線及3號線施工現場曾發生多起工業意外，造成人命傷亡。2A號線已於2021年11月6日通車，3號線高架段在2024年8月8日通車，地下段計劃於2027年通車。河內市人民委员会在2014年決定成立以由政府全資擁有的河內鐵路獨資責任有限公司，負責城市鐵路系統的營運。